# Marines Reials
El Cos de Marines Reials (anglès: Royal Marine Corps) és la força d'operacions amfíbies i d'infanteria de marina, i una important força de resposta ràpida del Regne Unit. Forma part del Servei Naval, conjuntament amb la Royal Navy i organitzacions associades. Els Marines Reials van ser formats el 1755 com a infanteria de marina per a la Royal Navy, tot i que es pot rastrejar el seu origen fins a la formació del "Regiment marítim a peu del Duc de York i Albany" de l'Honorable Companyia d'Artilleria el 28 d'octubre de 1664.
Els Royal Marines són una força de commandos d'infanteria lleugera altament especialitzada en operacions marítimes i amfíbies. Són capaços de desplegar-se en molt poc temps en suport dels objectius militars i diplomàtics del Govern de Sa Majestat arreu del món. Els Royal Marines estan organitzats en una brigada d'infanteria lleugera (3 Brigada Commando) i diverses unitats separades, incloent el Servei de Bots Especial, el 1r Grup d'Assalt dels Marines Reials, el Grup de Protecció de la Flota dels Marines Reials (antigament el Grup Comacchio) i una companyia del Grup de Suport de les Forces Especials. El Cos opera en qualsevol terreny i condicions climàtiques, i s'especialitzen en la guerra amfíbia, la guerra àrtica, la guerra de muntanya, la guerra expedicionària, la reacció ràpida i el suport de les Forces Especials.
Durant la seva història, els Royal Marines han entrat en acció en totes les guerres en què ha participat les Forces Armades britàniques, incloent la Guerra dels Set Anys, les Guerres Napoleòniques, la Guerra de Crimea, la Primera Guerra Mundial i la Segona Guerra Mundial. Més recentment ha estat desplegat en papers de guerres expedicionàries com la Guerra de les Malvines, la Guerra del Golf, la Guerra de Bòsnia, la Guerra de Kosovo, la Guerra civil de Sierra Leone, la Guerra de l'Iraq o la Guerra de l'Afganistan. Els Royal Marines tenen relacions properes amb altres forces de marines, en particular el Cos de Marines dels Estats Units i el Cos de Marines neerlandès.

## Història
Els Marines Reials van ser formats com a part del Servei Naval el 1755. Malgrat això, el seu origen es pot datar gairebé un segle abans, el 28 d'octubre de 1664, quan es formà el "Regiment marítim a Peu del Duc de York i Albany" de la Honourable Artillery Company.

### Imperi britànic
El 5 d'abril de 1755 es crearen les Forces Marítimes de Sa Majestat (His Majesty's Marine Forces), cinquanta companyies en tres divisions, amb base a Chatham, Portsmouth i Plymouth, per Orde del Consell i sota el control de l'Almirallat. Inicialment tots els oficials de camp eren oficials de la Royal Navy, car creien que aquests eren més honorables. Això significava que un oficial dels Marines com a màxim podia arribar a tinent coronel. No va ser fins al 1771 que un Marine va ser promogut a coronel. Aquesta actitud continuà fins als 1800. Durant la resta del segle xviii, serviren en nombrosos desembarcaments arreu del món, el més famós de tots va ser a Belle Île, a la costa de Bretanya el 1761. També serviren a la Guerra d'Independència dels Estats Units, destacant-se particularment a la batalla de Bunker Hill, comandats pel major John Pitcairn. Aquests Marines també sovint feien servir els bots dels vaixells per repel·lir els atacants en petits bots quan els vaixells de la Royal Navy estaven aturats per manca de vent en combats propers.

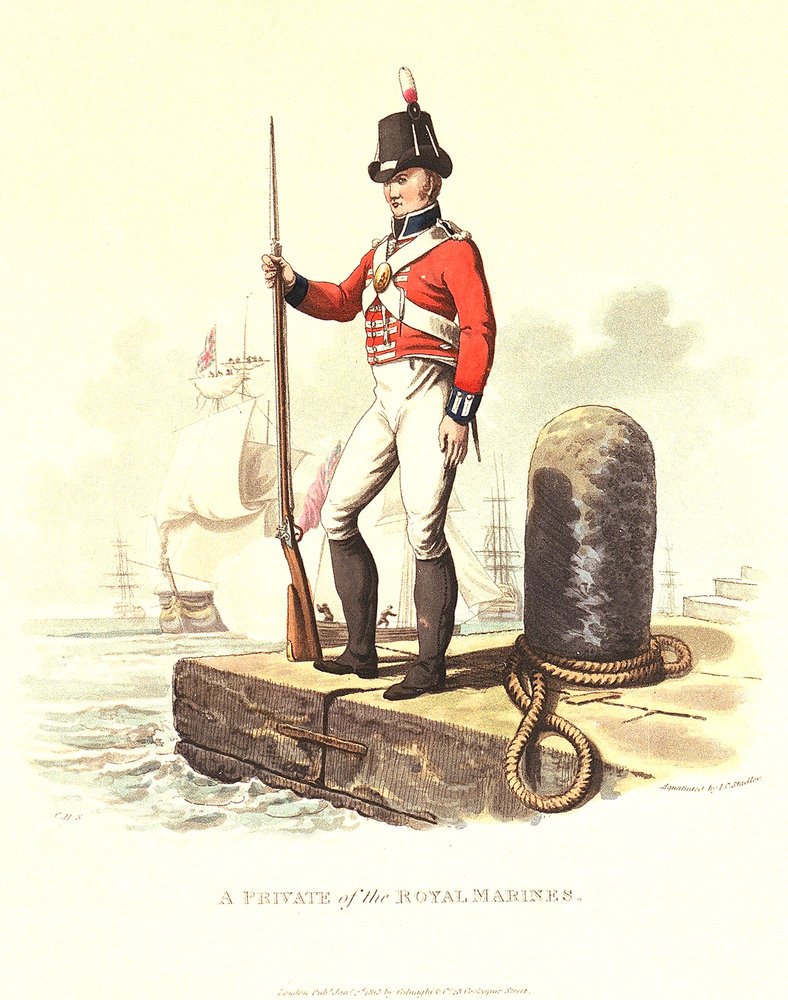
Soldat ras dels Marines, 1815.

El 1788 un destacament de quatre companyies de marines, comandades pel Major Robert Ross, acompanyaren la Primera Flota per protegir una nova colònia a Botany Bay (Nova Gal·les del Sud). A causa d'un error la flota abandonà Portsmouth sense el seu carregament principal de munició, i no en van carregar després d'arribar. Recerques recents afirmen que a inicis de 1789 a Nova Gal·les del Sud anaven curts de munició i no tenien cap altra opció que fer servir la verola contra les tribus locals per protegir-se a si mateixos i a la colònia; tot i que d'altres investigadors senyalen que la infecció va ser accidental o per accions sense estar aprovades pel Governador de la Colònia, capità Arthur Phillip.
El 1802, en gran part a instigació de l'Almirall el Comte St. Vincent, van rebre el títol de Royal Marines del rei Jordi III. L'Artilleria dels Royal Marines (Royal Marines Artillery - RMA) va ser formada el 1804 com una unitat separada per dotar d'homes d'artilleria a les bombardes. Aquestes havien estat fetes servir pel Regiment Reial d'Artilleria, però per una demanda d'un oficial de la Royal Artilleria els tribunals sentenciaren que els oficials de l'Exèrcit no estaven subjectes a les ordes navals. Com que els uniformes de l'Artilleria dels Royal Marines eren del color blau del Royal Regiment d'Artilleria, van rebre el sobrenom de "Blues Marines" (Marines Blaus"), mentre que la infanteria, que portava els uniformes vermells de la infanteria britànica, passà a conèixer-se com els "Red Marines" ("Marines Vermells"), tot i que els mariners sovint els batejaren com les "llagostes" ("Lobsters").
Durant les guerres napoleòniques els Royal Marines participaren en totes les batalles navals destacades a bord dels vaixells de la Royal Navy, prenent part també en múltiples accions amfíbies. Els Marines tenien una funció dual a bord de les naus de la Royal Navy en aquest període; rutinàriament, asseguraven la seguretat dels oficials del vaixell i col·laboraven en el manteniment de la disciplina entre la tripulació del vaixell; i en batalla, s'enfrontaven a les tripulacions enemigues, ja fos disparant des de les seves posicions a bord del seu vaixell o lluitant en accions d'abordatge. El marines continuaren en la seva funció a bord després de la guerra, tenint un paper predominant en les accions navals anti-pirateria i anti-esclavatge. El 1855 van passar a anomenar-se Royal Marines Light Infantry ("Infanteria Lleugera dels Marines Reials"), servint a la guerra de Crimea en nombrosos atacs amfibis contra les tropes russes. La Royal Navy patí una mancança d'homes durant totes aquestes llargues guerres, i ocasionalment unitats regulars d'infanteria van haver de servir a bord.
Al teatre del Carib els voluntaris antics esclaus francesos de Marie Galante van ser emprats per formar el 1r Cos de Marines Colonials. Aquests homes reforçaren la tropa, ajudant als britànics a mantenir la possessió de l'illa fins que arribaren els reforços. Aquesta pràctica es repetí durant la Guerra de 1812, on esclaus estatunidencs fugats formaren el 2n Cos de Marines Colonials. Aquests homes estaven comandats pels oficials dels Royal Marines i lluitaren a la batalla de Bladensburg.
Durant la guerra les unitats dels Royal Marines atacaren nord i sud de la costa est dels Estats Units, incloent al riu Penobscot i a la badia Chesapeake. Van combatre a la batalla de Nova Orleans i després col·laboraren en la captura de Fort Bowyer a Mobile Bay, en la que va ser la darrera acció de la guerra.

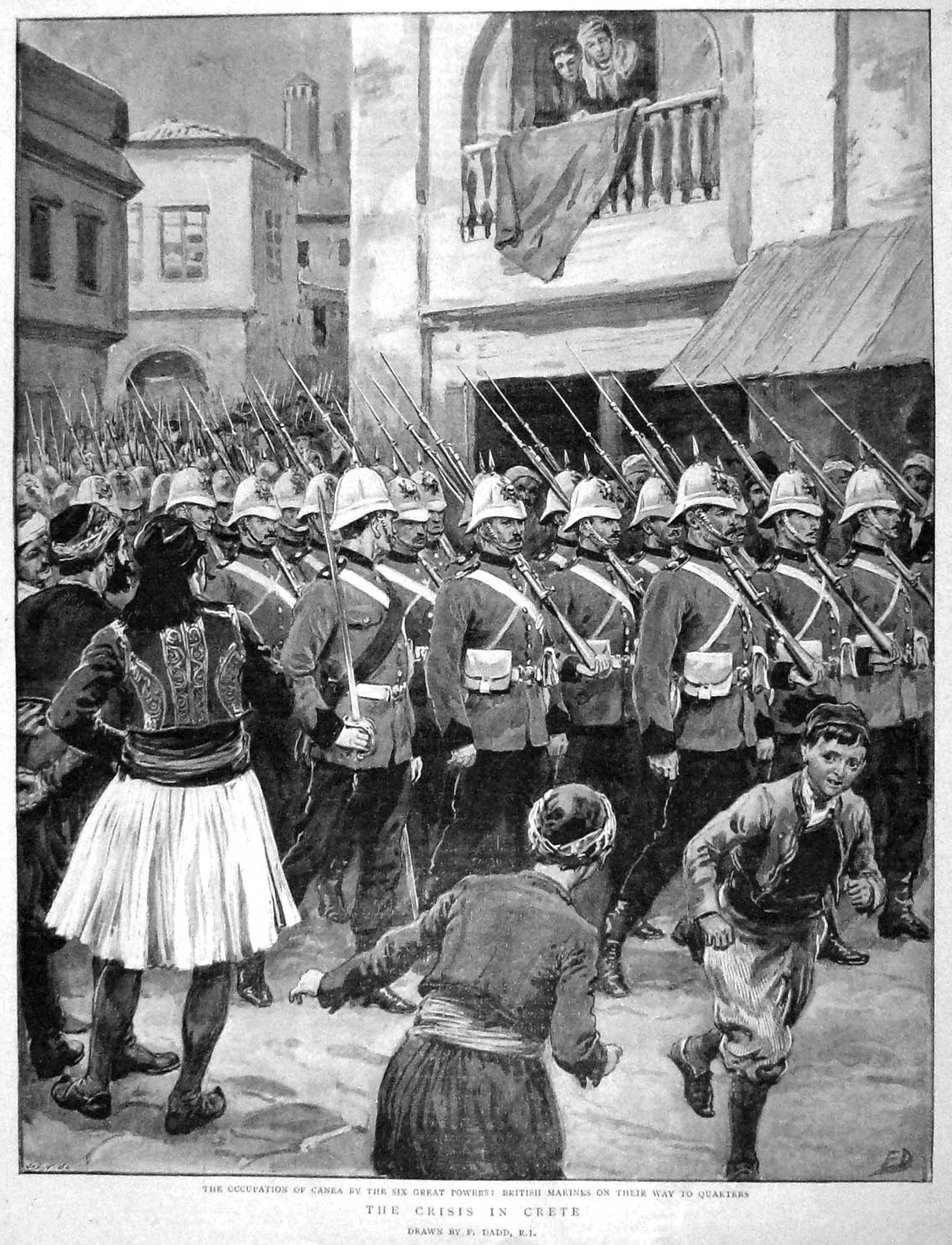
Desfilada dels Royal Marines pels carrers de Chania durant la primavera de 1897, després de l'ocupació britànica

El 1855 les tropes d'infanteria van ser batejades "Infanteria Lleugera dels Marines Reials" (Royal Marines Light Infantry - RMLI), i el 1862 el nom va ser lleugerament alterat pel de Royal Marine Light Infantry. La Royal Navy no lluità en cap altre vaixell després de 1850 (fins al 1914) i s'interessà en els desembarcaments de les Brigades Navals. En aquestes Brigades Navals, la funció dels Marines Reials era desembarcar primer i actuar com a fustigadors al capdavant de la infanteria de mariners i l'artilleria. Aquesta acció va ser la funció tradicional de la infanteria lleugera. Durant la major part de la seva història, els Marines britànics havien estat organitzats com a fusellers. No va ser fins al 1923 que les forces separades d'artilleria i d'infanteria lleugera van ser formalment unides en el "Cos dels Marines Reials" (Corps of Royal Marines). Durant la resta del segle xix els Marines Reials serviren en diversos desembarcaments, especialment durant la Primera i la Segona Guerra de l'Opi (1839-1842 i 1856-1860) contra els xinesos. Totes van tenir èxit llevat el desembarcament a la desembocadura del Hai He el 1859, on l'almirall Sir James Hope ordenà un desembarcament a través d'extensos aiguamolls, tot i que el seu brigadier, coronel Thomas Lemon RMLI, advertí de no fer-ho. Durant la Guerra de Crimea el 1854 i 1855, tres membres dels Marines Reials aconseguiren la Creu Victòria, dos a Crimea i un al mar Bàltic. L'ús dels nous "torpedes" (mines) pels russos al Bàltic va fer que la campanya fos especialment apropiada per les partides de reconeixement i incursió dels Marines Reials. Els desembarcaments de les marines britànica i francesa i dels Marines van ser rebutjats pels russos a Petropavlovsk a la costa pacífica de Rússia.
Els Marines Reials també participaren de manera destacada durant la Rebel·lió dels bòxers a la Xina (1900), on un Marine Reial aconseguí la Creu Victòria. Per primera vegada al segle xx, el paper dels Marines Reials va ser el tradicional de donar infanteria a bord de les naus per seguretat, unitats d'abordatge i desembarcaments a petita escala. L'altra posició tradicional dels Marines en un vaixell de la Royal Navy era emprar les torretes de foc X i Y (les dues de popa).
Seguir una carrera als Marines Reials era considerat com un suïcidi social durant gran part dels segles xviii i xix, car els oficials dels Marines tenien una consideració més baixa que els seus pars a la Royal Navy. El 1907 es realitzà un esforç per eliminar-ho mitjançant l'accés dels comuns o "Selbourne Scheme" per reduir les diferències professionals entre els oficials de la Royal Navy i dels Royal Marines a través d'un sistema d'accés comú que preveia un període de servei inicial on ambdós grups realitzaven els mateixos papers i el mateix entrenament. Després de la promoció a tinent els oficials podien optar pel servei permanent als Marines Reials. El projecte s'abandonà després de 3 anys quan només dos dels nous cadets escolliren aquesta opció sobre la del servei com a oficials navals, les possibilitats de promoció dels quals eren molt majors. En esclatar la I Guerra Mundial el cos disposava de 58 subalterns.

### Les Guerres Mundials
Durant la Primera Guerra Mundial, a més dels seus destins habituals a bord, els Marines Reials va formar part de la Reial Divisió Naval que desembarcaren a Bèlgica el 1914 per col·laborar en la defensa d'Anvers, i després participaren en el desembarcament amfibi de Gal·lípoli en el 1915. També serviren al Front Occidental. Els dos primers comandants de la divisió eren generals de l'Artilleria dels Marines Reials. Altres formacions participaren com a partides de desembarcament a la campanya naval contra les fortificacions turques als Dardanels abans del desembarcament de Gal·lípoli. Van desembarcar per danyar les fortificacions turques després del bombardeig naval francès i britànic i, si era necessari, per completar la seva destrucció. Els Marines Reials van ser els darrers en abandonar Gal·lípoli, rellevant les tropes britàniques i franceses en una retirada planificada des de les platges, que fins i tot requerí que alguns marines vestissin uniformes francesos com a part de la diversió. El 1918 els Marines Reials encapçalaren l'atac de Zeebrugge. Cinc Marines Reials aconseguiren la Creu Victòria durant la I Guerra Mundial, dues a Zeebrugge, una a Gal·lípoli, una a Jutlàndia i una al Front Occidental.
Després de la guerra els Marines Reials participaren en la intervenció aliada a Rússia. El 1919, el 6è Batalló de la Infanteria Lleugera dels Marines Reials s'amotinaren i van ser desbandats a Murmansk.
L'Artilleria dels Marines Reials (RMA i la Infanteria Lleugera dels Marines Reials (RMLI) van fusionar-se el 22 de juny de 1923. La desmobilització posterior a la guerra va comportar que els Marines Reials passessin de tenir 55.000 efectius el 1918 a 15.000 al 1922, i van haver pressions del Tresor per reduir encara més els efectius a només 6.000 membres o, fins i tot, eliminar el Cos. S'arribà al compromís de mantenir un total de 9.500 efectius, però això significava que ja no es podrien mantenir dues branques separades. L'abandonament del paper de l'artilleria significà que el Cos hauria de confiar en el suport artiller de la Royal Artillery quan desembarques, que el títol de Royal Marines s'aplicaria a tot el Cos i que només un grapat d'especialistes rebrien entrenament artiller. Com a forma de consolació l'uniforme blau fosc i vermell de la Royal Marine Artillery esdevindria l'uniforme complet de tot el Cos. Els oficials i sots-oficials superiors del Cos, però, continuarien portant l'històric uniforme d'etiqueta escarlata fins a l'actualitat. Els rancs de Private, emprat pel RMLI i de Gunner, emprat pel RMA van ser abolits i reemplaçats pel rang de Marine.

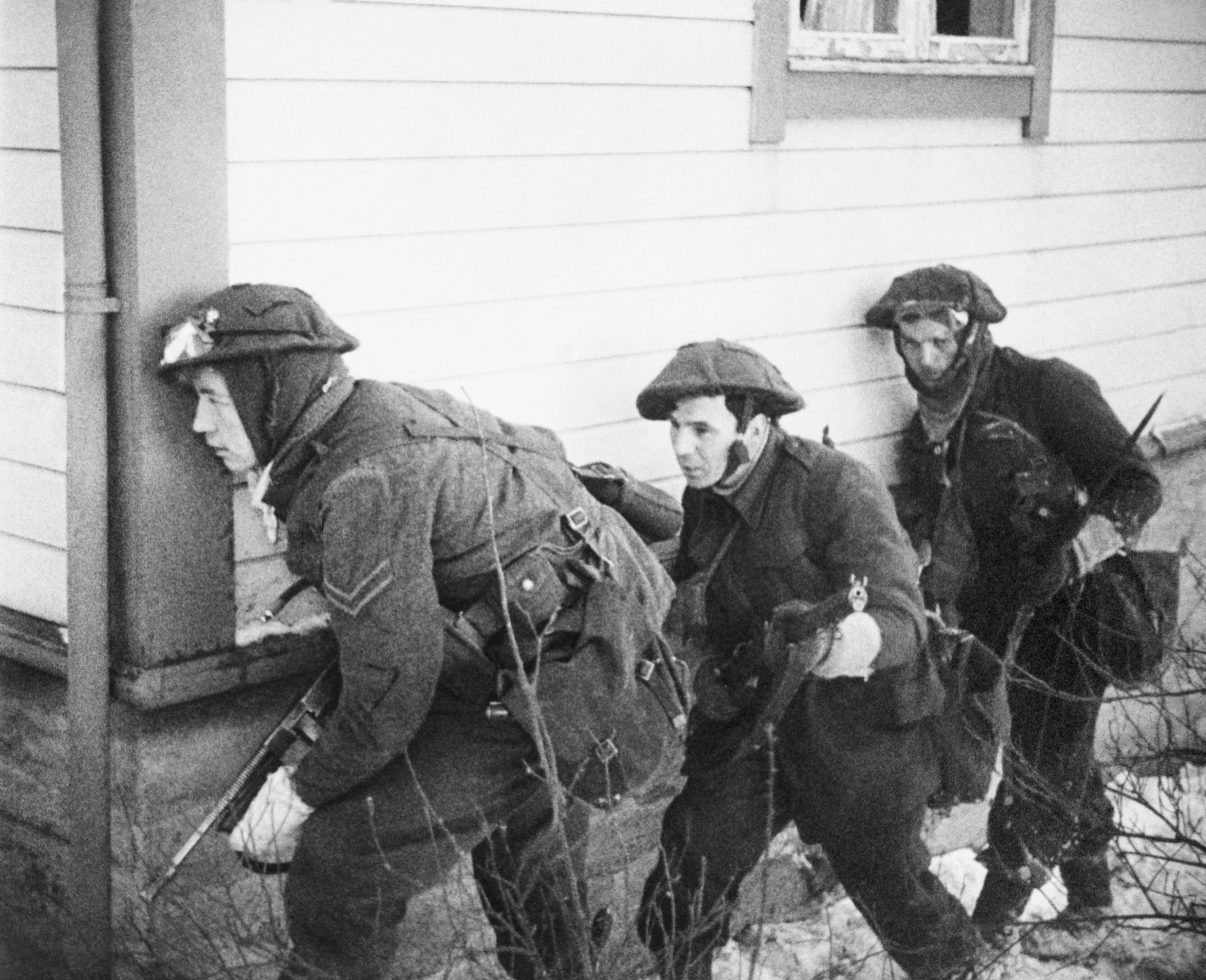
Comandos en acció durant l'operació Arquer a Noruega, 1941.

Durant la Segona Guerra Mundial, un petit grup de Marines desembarcà primer a Namsos a l'abril de 1940, conquerint les entrades a la ciutat en preparació al desembarcament de l'exèrcit dos dies després. Els Marines Reials formaren la Divisió dels Marines Reials com una divisió entrenada per accions amfíbies, parts de la qual serviren a Dakar i a la captura de Madagascar. A més, els Marines Reials formaren la Base Naval Mòbil d'Organitzacions de Defensa (Mobile Naval Base Defence Organisations - MNBDOs), semblant als batallons de defensa del Cos de Marines dels Estats Units. Un d'aquests prengué part a la defensa de Creta. Els Marines Reials també serviren a Malàisia i a Singapur, on a causa de les pèrdues van ser reforçats amb les restes del 2n batalló dels Highlanders d'Argyll i Sutherland per formar els "Plymouth Argylls". Els Marines Reials formaren un Commando (Commando A) que serví a Dieppe. Un mes després de Dieppe, la major part de l'11è Batalló dels Marines Reials va resultar morta o capturada en un desembarcament amfibi a Tobruk (operació Acord); i de nou els Marines col·laboraren amb els Argyll and Sutherland Highlanders, aquesta vegada amb el 1r Batalló. El 1942 els batallons d'infanteria de la Divisió dels Marines Reials van ser reorganitzats en Commandos, unint-se als Comandos de l'Exèrcit. L'estructura de comandament de la divisió esdevingué un comandament de Brigada de Serveis Especials. Les tropes de suport esdevingueren tropes de llanxes de desembarcament i entraren àmpliament en acció durant el Dia-D.

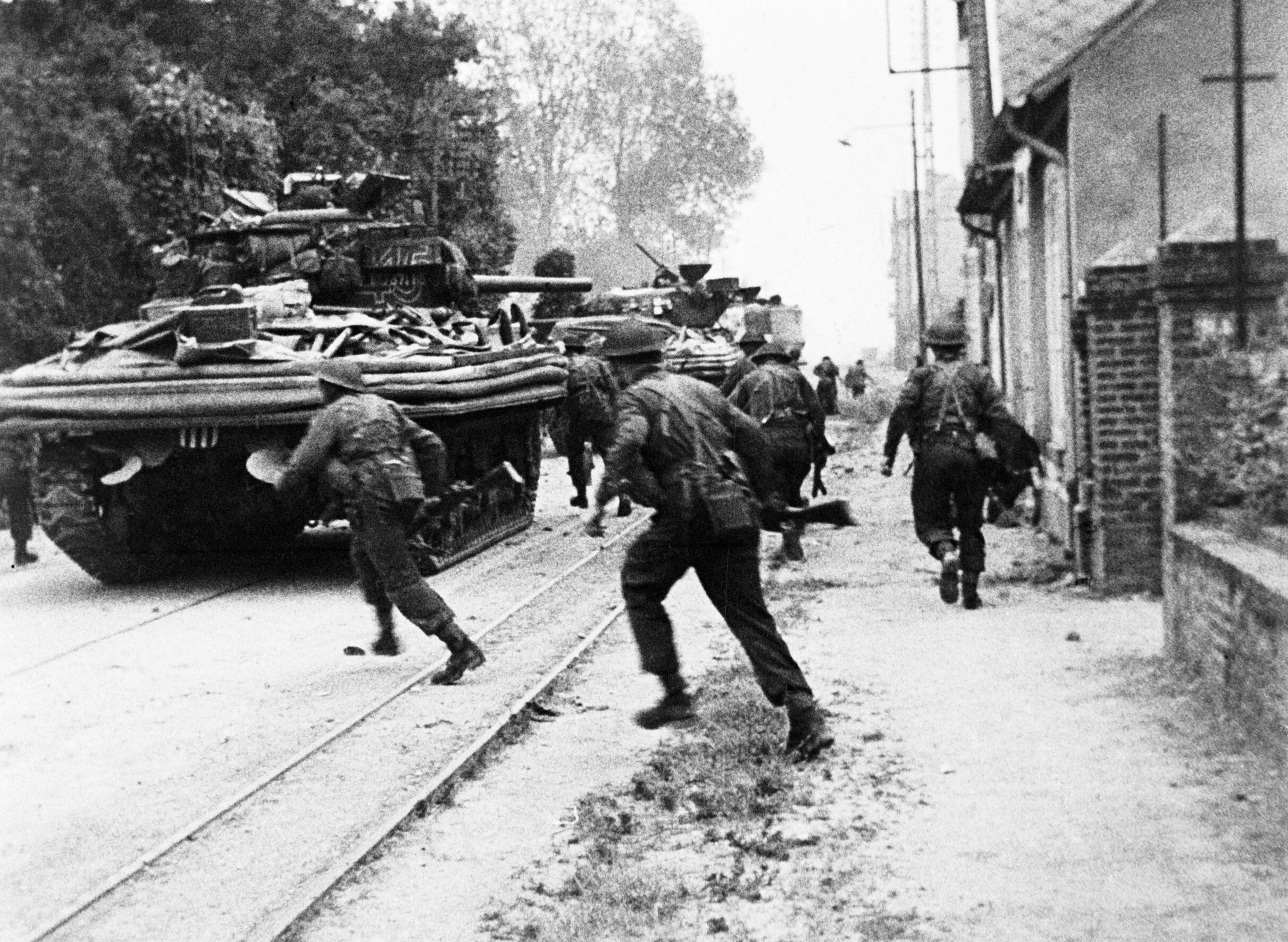
Homes del Commando N. 4 combatent casa per casa amb els alemanys a Riva Bella, prop d'Ouistreham.

Un total de quatre Serveis Especials, posteriorment Commando, Brigades van crear-se durant la guerra, i els Royal Marines van estar presents a totes elles. Es crearen nou RM Commandos (batallons durant la guerra, numerats del 40 al 48. La 1a Brigada Commando tenia un Batalló RM, el N. 45. La 2a Brigada Commando tenia dos batallons, el 40 i el 43. La 3a Brigada Commando també en tenia dos, el 42 i el 44. La 4a Brigada Commando estava íntegrament formada per membres dels Royal Marines a partir de març de 1944, formada pels batallons 41, 46, 47 i 48. La 1a Brigada Commando va participar en els assalts de Sicília i Normandia, a les campanyes de la Renània i en la travessa del Rin. La 2a Brigada Commando participà en el desembarcament de Salerno, a Anzio, a Comacchio i a la Bossa d'Argenta. La 3a Brigada Commando serví a Sicília i a Birmània. La 4a Brigada Commando serví a Normandia i durant la batalla de l'Escalda serví a l'illa de Walcheren durant la neteja d'Anvers.
El gener de 1945 es formaren dues brigades noves, la 116 i la 117. Ambdues eren d'infanteria convencional, tot i que amb un paper de Commando. La 116a Brigada Commando entrà en acció als Països Baixos, però la 117 pràcticament no va entrar en servei. A més, una unitat de Llanxes de Desembarcament (LCA) va ser destinada a Austràlia a finals de la guerra com a unitat d'entrenament. El 1946 els Commandos de l'Exèrcit van ser dissolts, quedant només els Royal Marines per realitzar les tasques de commando (amb suport d'elements de l'Exèrcit).
Diversos membres dels Royal Marines van servir com a pilots durant la Segona Guerra Mundial. Va ser un oficial dels RM qui encapçalà l'atac d'una formació de Blackburn Skuas que enfonsaren el creuer alemany Königsberg. Divuit membres dels RM comandaren esquadrons del Braç Aeri de la Flota durant la guerra, i amb la formació de la Flota britànica del Pacífic van estar ben representats a les etapes finals de la guerra contra Japó. Els esquadrons generalment estaven comandats per capitans i majors; tot i que en un cas el tinent coronel R.C. Hay, a bord del HMS Indefatigable, va ser Coordinador del Grup Aeri des del HMS Victorious de tota la Flota britànica del Pacífic.
A més durant la guerra els RM continuaren amb el seu paper tradicional d'enviar destacaments a les naus de la Royal Navy, així com de fer anar una part dels canons dels creuers i de les naus capitals. A més proveïen de la tripulació per les naus de desembarcament menors i pel Grup de Suport Cuirassat dels Royal Marines, operant amb tancs Centuar IV el Dia-D (un d'aquests tancs encara es pot veure al Pegasus Bridge).
Només un Marine (el caporal Thomas Peck Hunter, del 43 Commando) va rebre la Creu Victòria durant la II Guerra Mundial, per accions al llac Comacchio, a Itàlia. Hunter és el darrer RM Commando en rebre aquesta condecoració.

### Etapa post-colonial
A partir de 1945 el cos patí un notable canvi, quan els Royal Marines adquiriren la principal responsabilitat per servir i entrenar els Commandos britànics. Els Royal Marines tenen una història il·lustre, i des de la seva creació el 1942 els Royal Marines Commandos han realitzat operacions actives arreu del món, cada any, llevat de 1968. Notablement, van ser la primera unitat militar que, en tota la història, va realitzar un assalt aeri mitjançant helicòpters durant la Crisi de Suez el 1956. També van ser part de l'element terrestre durant la Guerra de les Malvines.

## Els Marines Reials en l'actualitat

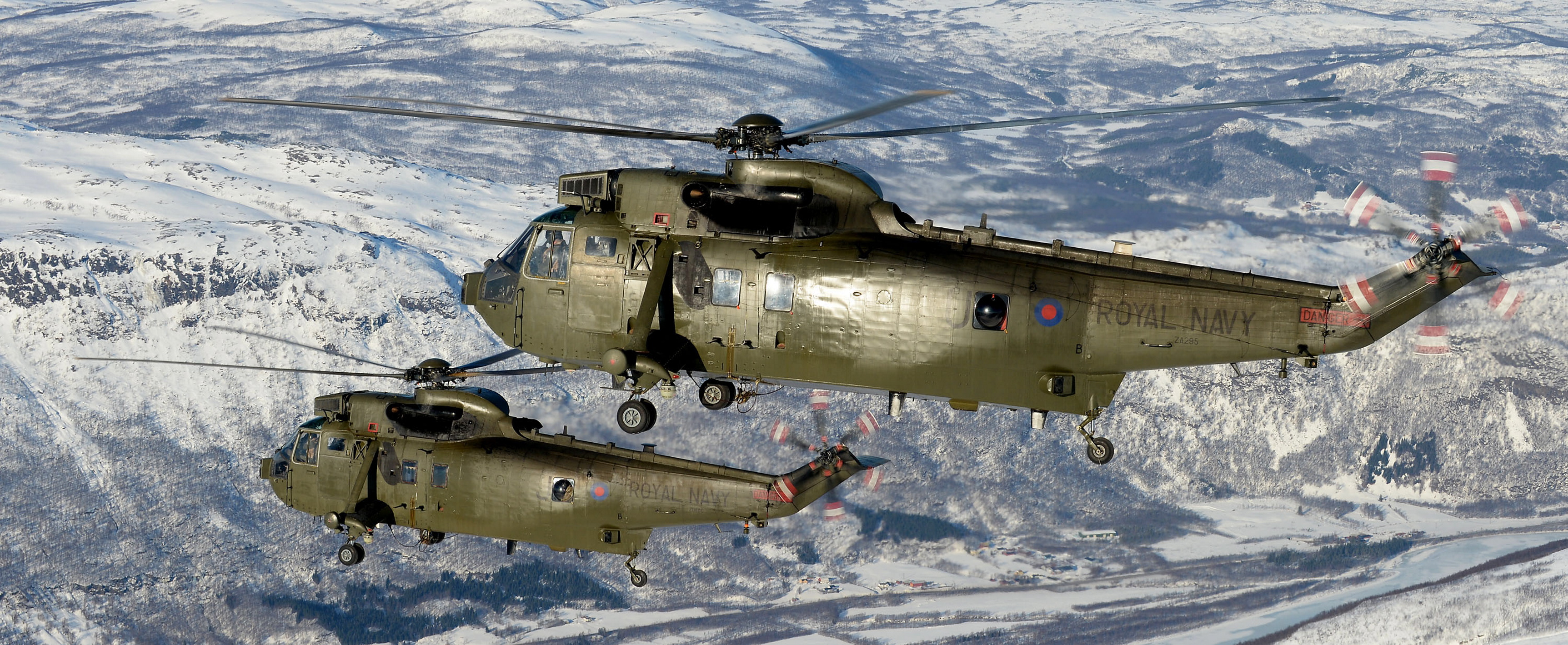
Helicòpters "jungly" Sea King HC4 de la Royal Navy pels Royal Marines, en servei a Noruega al 2014

### Personal
Els Royal Marines formen part del Servei Naval i estan sota el comandament del Comandant de la Flota. L'estructura de rang del cos és semblant a la de l'Exèrcit Britànic, amb oficials i altres rangs reclutats entrenats inicialment separats de la resta del personal. Les dones només són admeses per servir a la Banda de Servei dels Royal Marines. De mitjana, uns 1.200 reclutes i 2.000 de potencials, conjuntament amb 400 oficials en potència realitzen cursos i entrenament al CTCRM anualment.
El març de 2013 els Royal Marines estaven formats per 7.610 homes i uns 700 Reservistes. Això dona una força combinada total d'uns 8.310 homes. Els Royal Marines són l'única força europea capaç de realitzar operacions amfíbies a nivell de brigada.

### Uniforme

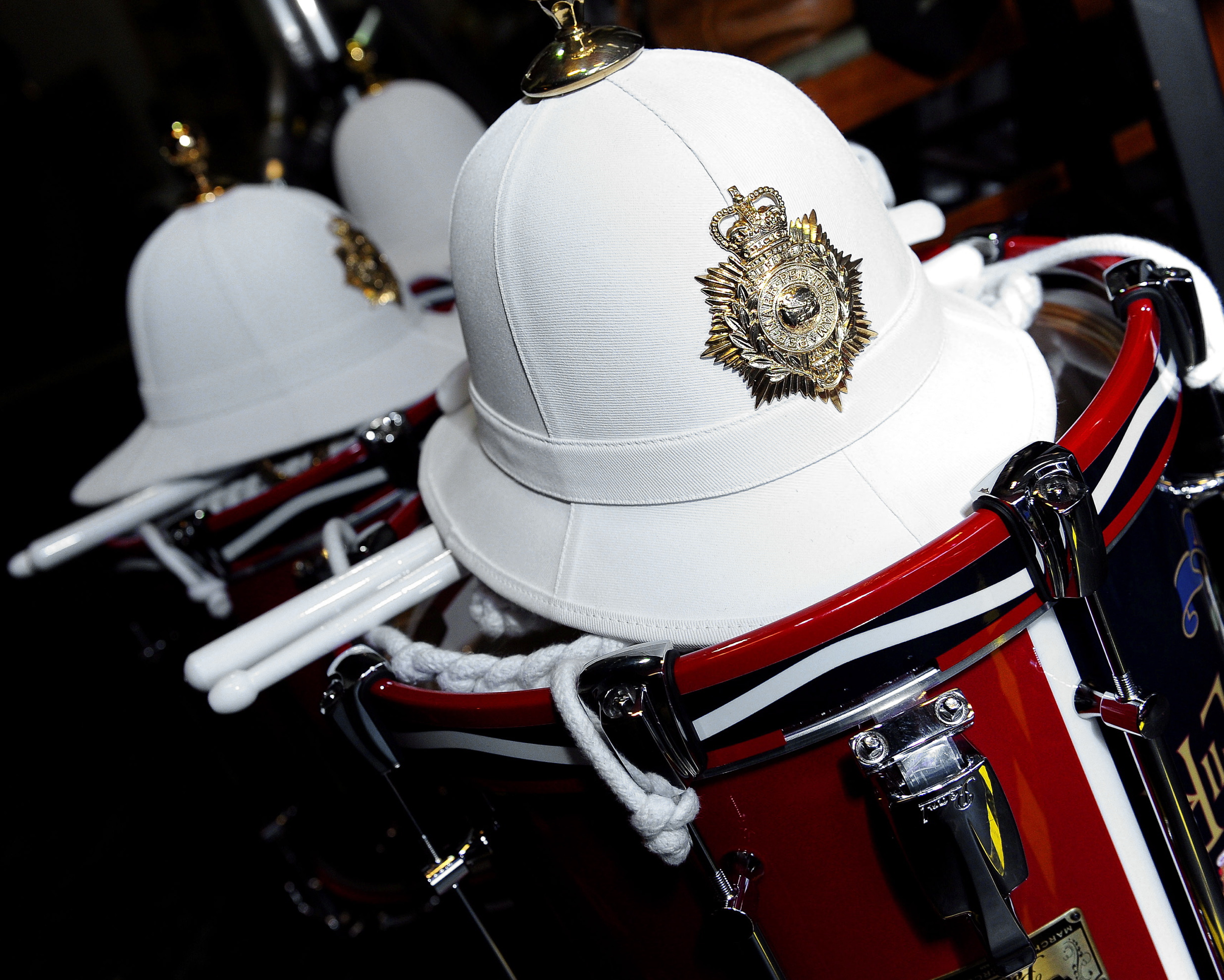
Cascs i Tambors de la Banda de Servei dels Royal Marines.

Els Marines Reials actualment mantenen diverses parts distintives a l'uniforme. Entre aquests hi ha la guerrera de servei verd "Lovat", portada amb la boina verda, l'uniforme de parada blau fosc es porta bé amb el casc blanc "Wolseley" (habitualment anomenat casc colonial) o la gorra blanca i vermella, l'uniforme d'etiqueta blau i escarlata pels oficials i els sots-oficials superiors i l'uniforme blanc tropical per la Banda.

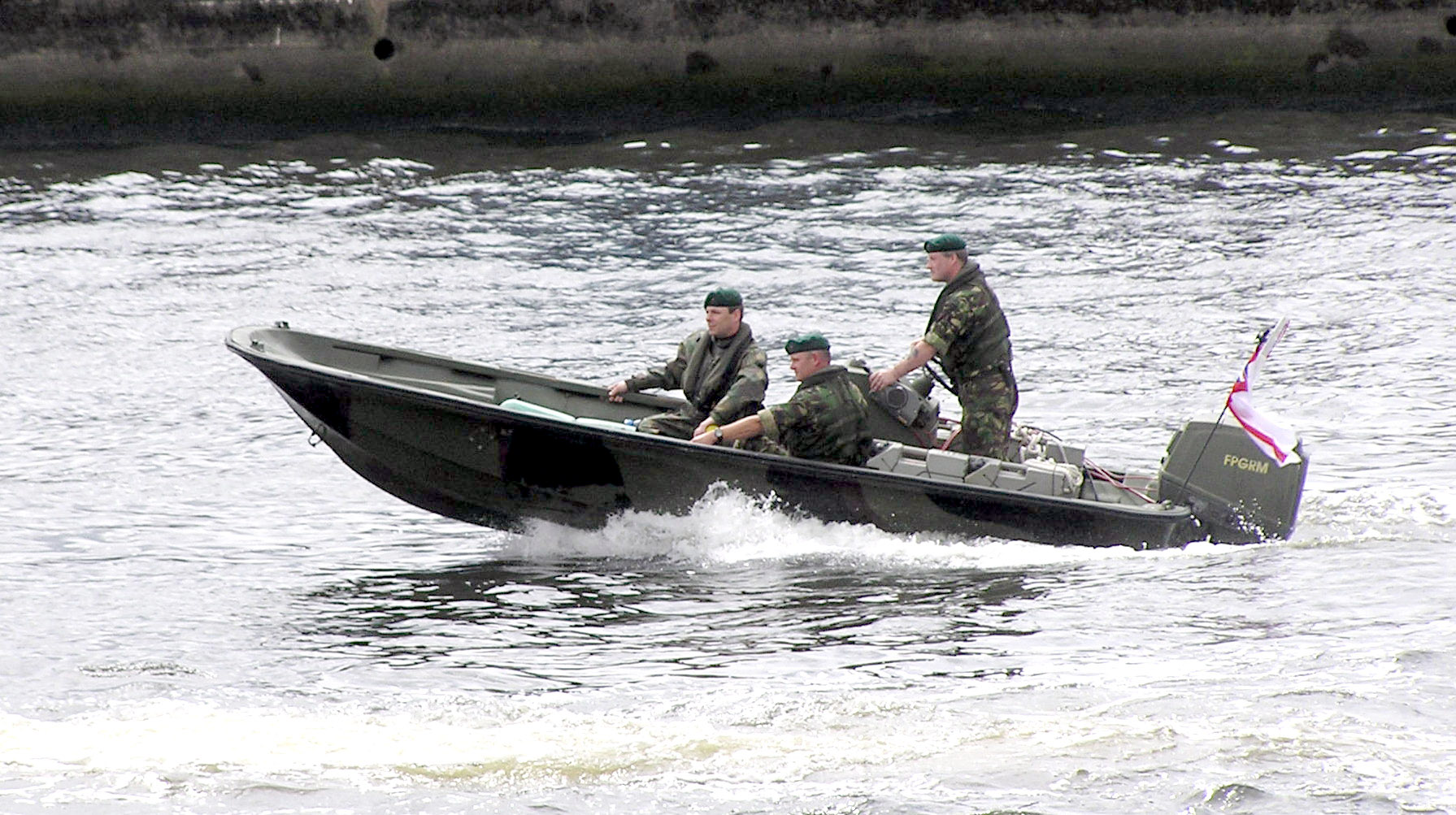
Llanxa "Zodiac"

### Equipament
Infanteria
L'arma d'infanteria bàsica dels Royal Marines és el fusell d'assalt SA80 A2 L85, a vegades equipat amb el llançagranades L123A3. El foc de suport prové de la metralladora lleugera L110A1, la metralladora L7 (GPMG) o la metralladora pesada L111A1 (sovint muntada sobre un vehicle blindat); i pel foc indirecte disposen del morter L16 de 81mm.
Entre els fusells dels franctiradors estan el L115A3, fabricat per Accuracy International. Més recentment ha entrat en servei el L129A1.
Entre altres armes estan el míssil antitanc Javelin, les pistoles L107A1, L13A1 i el ganivet de combat Fairbairn-Sykes.
Vehicles cuirassats
Els Royal Marines no disposen d'unitats cuirassades pesades, en canvi, operen una flota de vehicles cuirassats lleugerament cuirassats i altament mòbils destinats als desembarcaments amfibis. El principal vehicle de combat blindat que opera el Grup de Suport Cuirassat és el Vehicle Cuirassat Tot Terreny BvS 10 Viking. Entre altres vehicles més lleugers estan el vehicle cuirassat de patrulla Land Rover Wolf, el Jackal (MWMIK) cuirasssat i el vehicle d'alta mobilitat tot terreny Pinzgauer.
Artilleria
El suport artiller prové del 29è Regiment Commando de la Royal Artillery de l'Exèrcit Britànic, que fa servir el canó lleuger L118, un obús de 105mm. El regiment rep entrenament commando.
Aviació
El Braç Aeri de la Flota i la Royal Air Force s'ocupen dels helicòpters de transport Sea King i Lynx atac en suport dels Royal Marines. Fan servir tant els helicòpters de transport i d'atac del Braç Aeri de la Flota per donar suport aeri al Cos. Malgrat tot, la RAF a més proveeix dels Chinook i dels helicòpters mitjans de transport Merlin HC3 i Puma HC1.
Vaixells
Els Royal Marines operen una flota diverses de llanxes dissenyades per transportar tropes d'un vaixell fins a la costa o per realitzar patrulles fluvials o per estuaris. Entre aquests estan l'Hovercraft 2000TDX, les llanxes Mk9 i Mk10, el LCVP Mk5 i el SDV Mk8 Mod 1 per a les tropes especials. A més disposes de llanxes IRC Mk2 ("ZODIAC") i Mexeflotes en quantitats molt elevades.

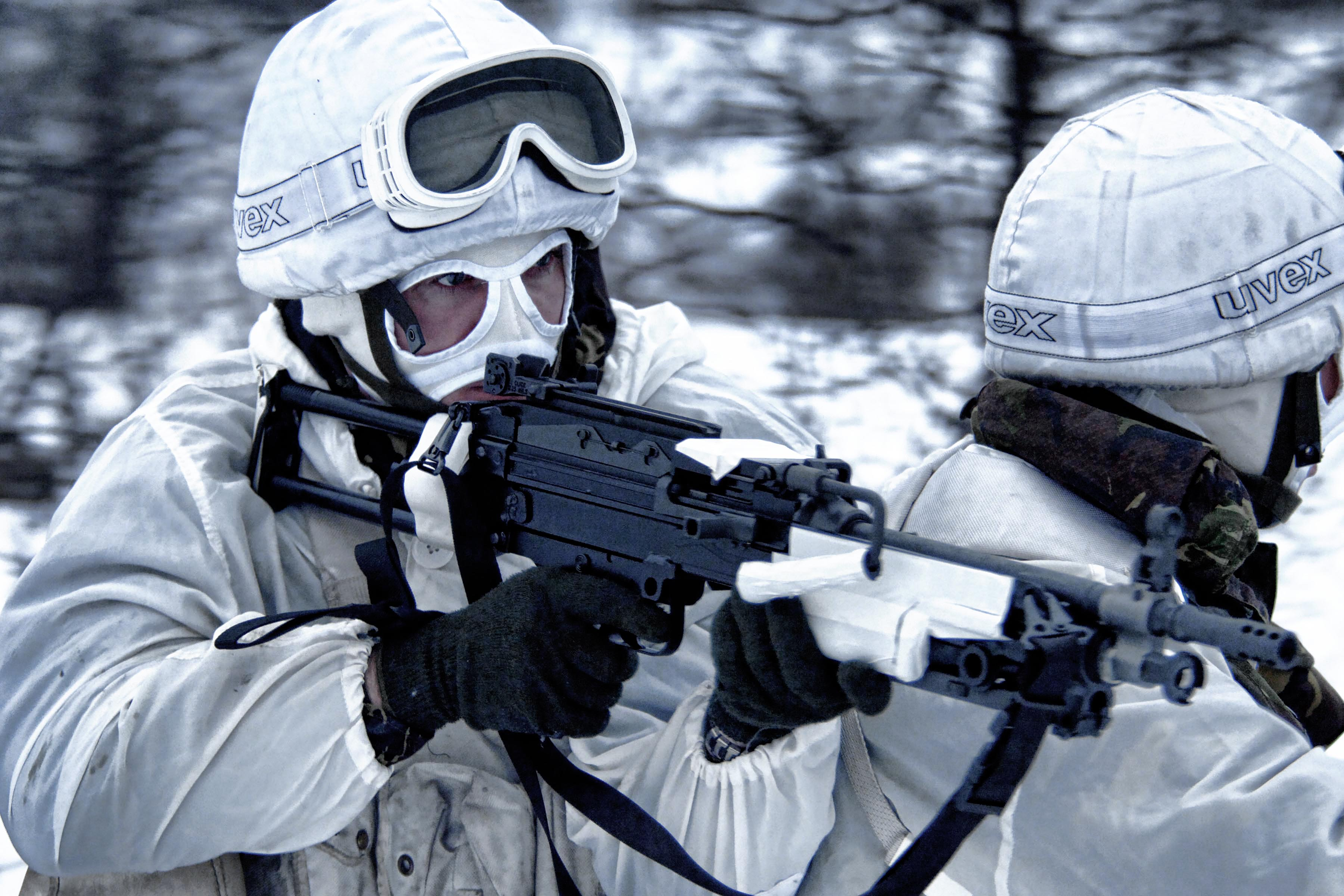
Royal Marines equipats per a la guerra àrtica durant unes maniobres a Noruega.
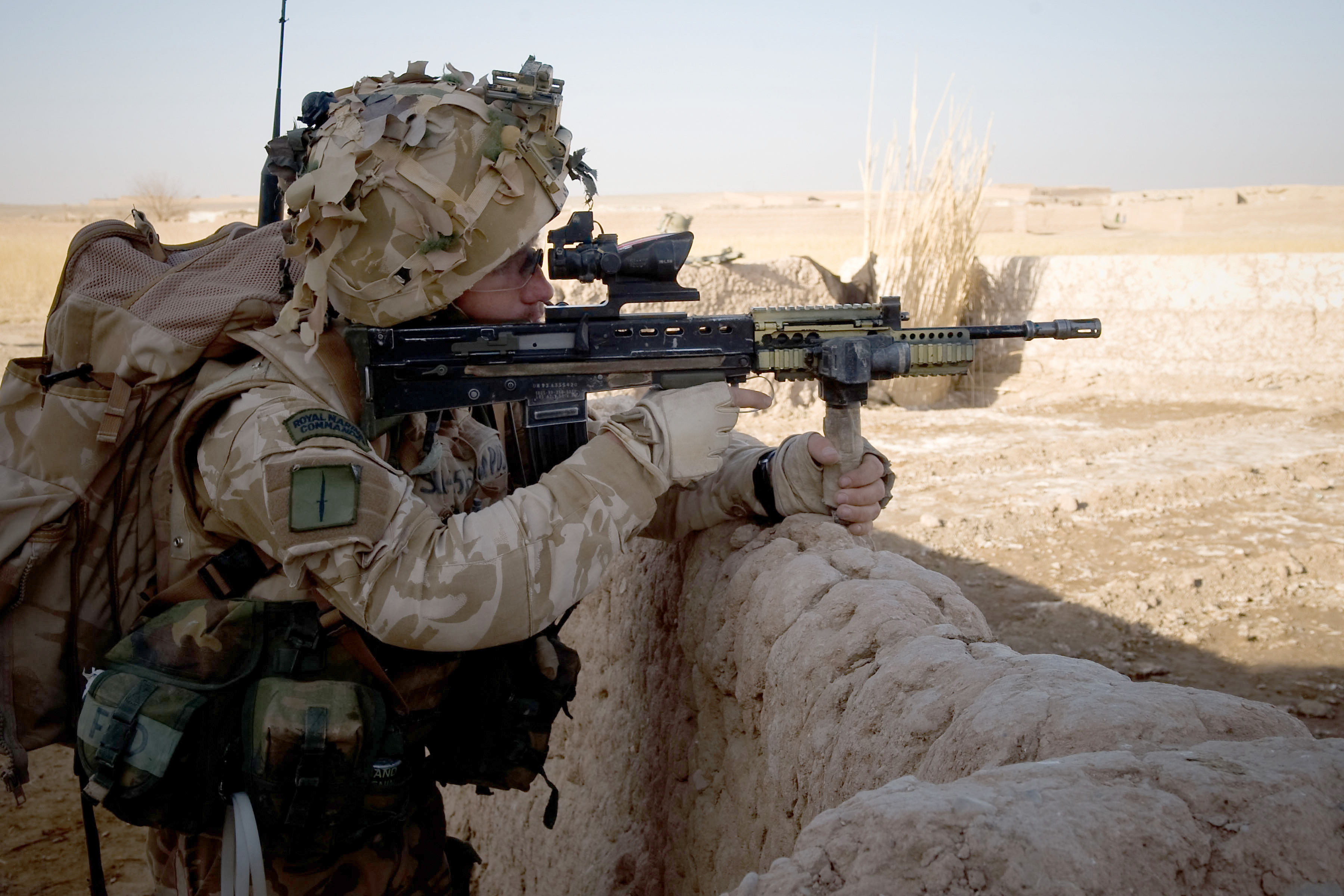
Un Royal Marine carrega el seu fusell d'assalt L85A2.
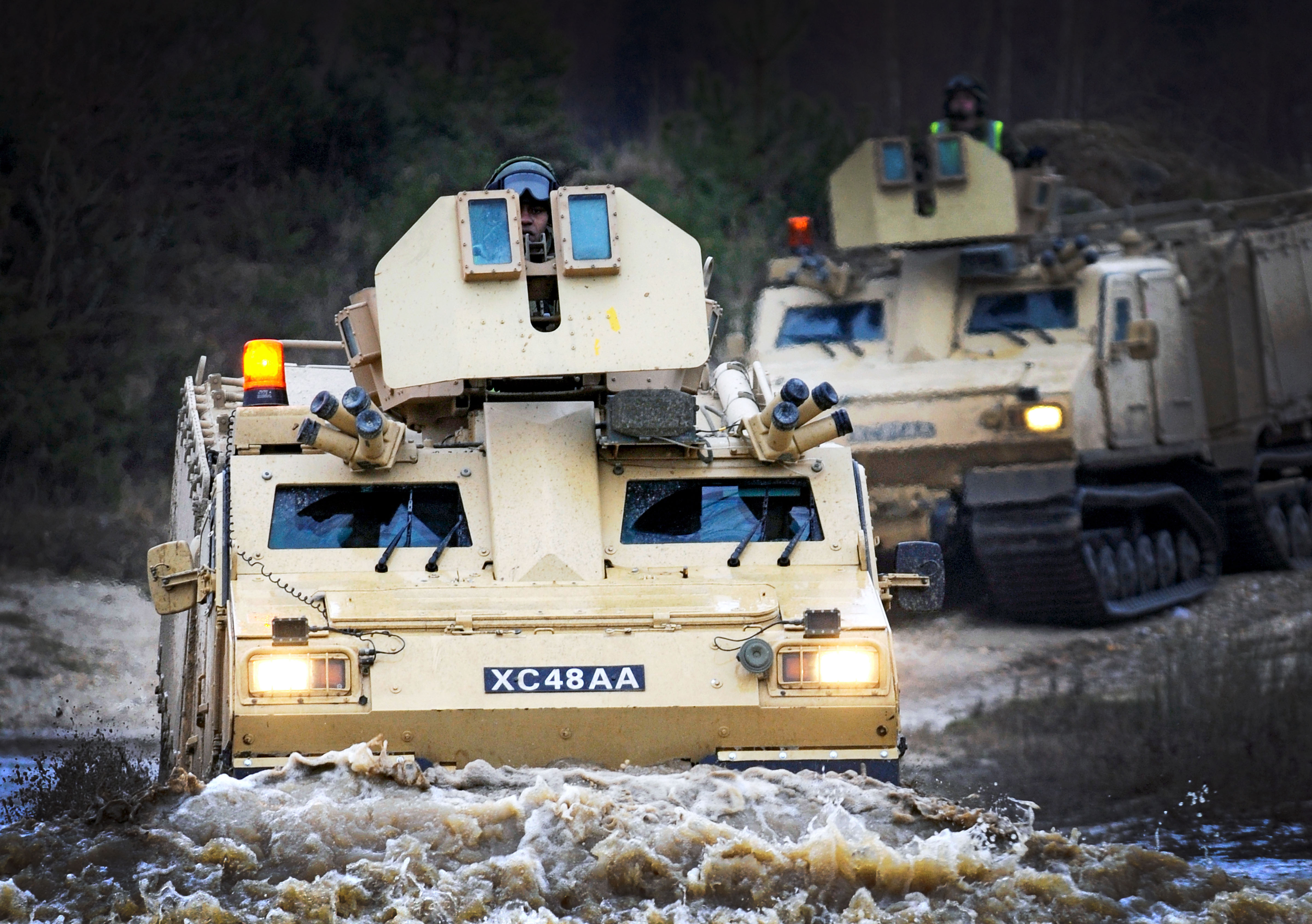
BvS 10 Vikings del Grup de Suport dels Royal Marines Armoured Support Group en exercicis.
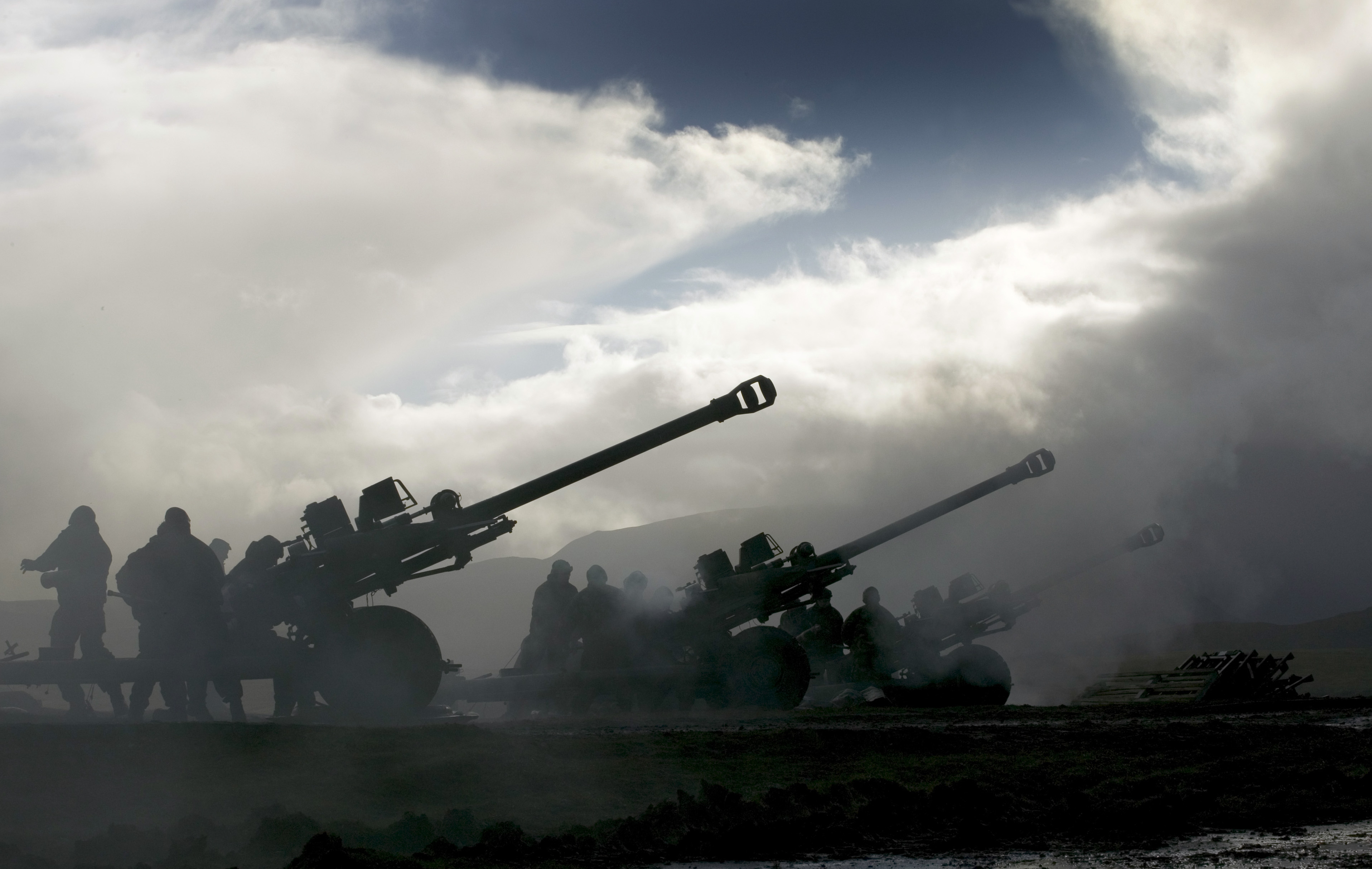
Canó lleuger L118 del 29è Regiment Commando de la Royal Artillery.
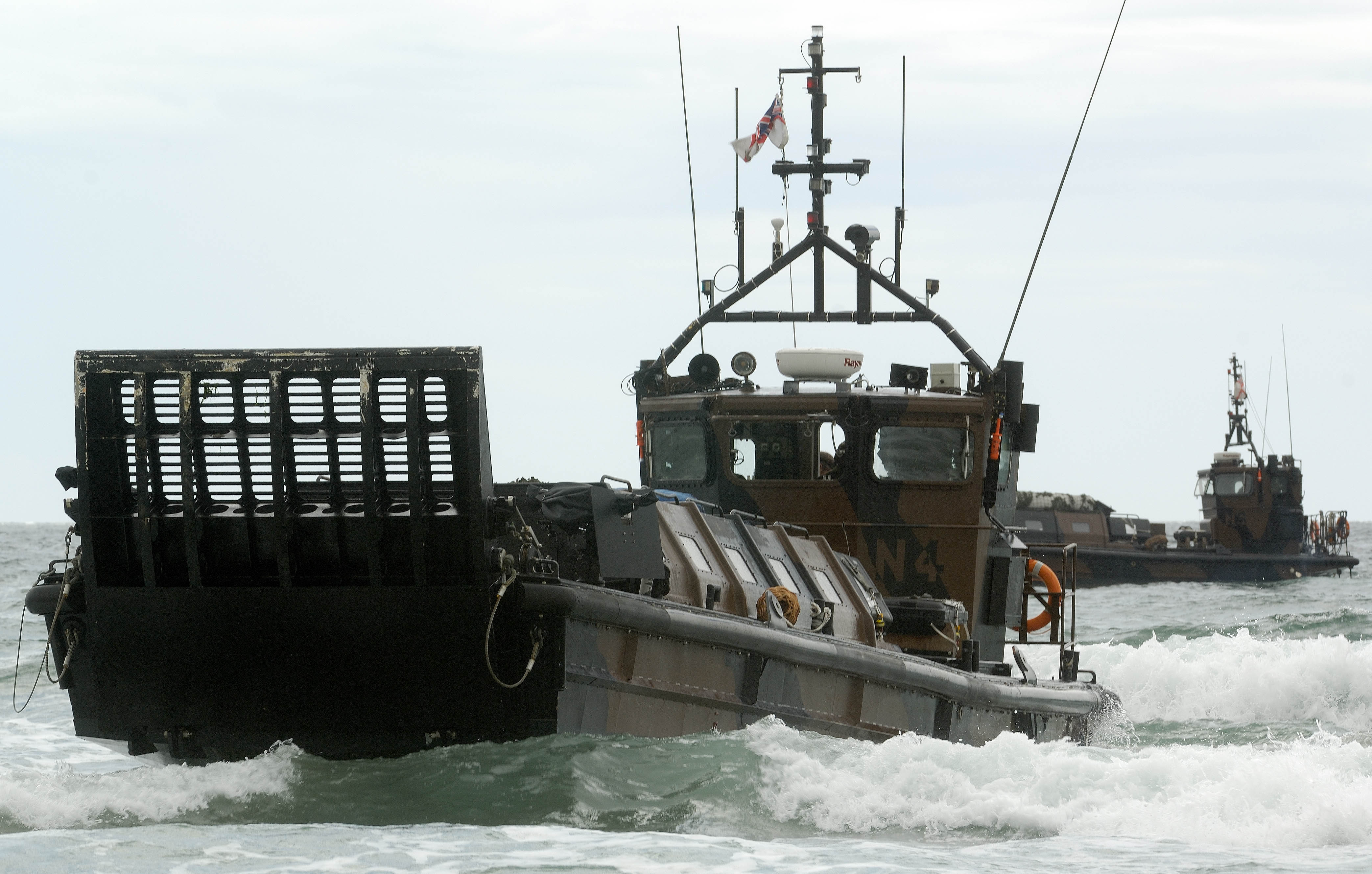
Una LCVP Mk5 dels Royal Marines.

## Formació i estructura

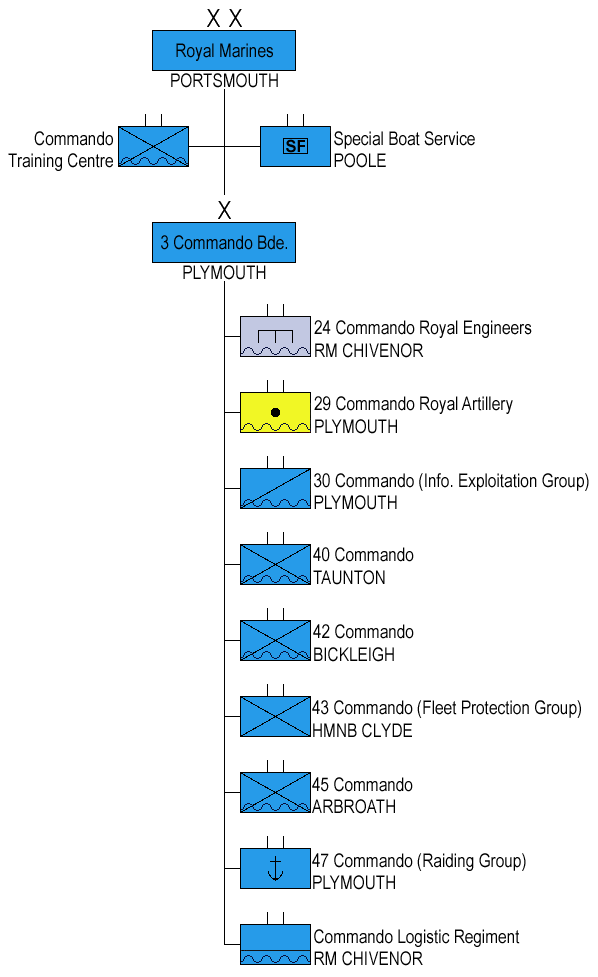
Estructura dels Royal Marines.

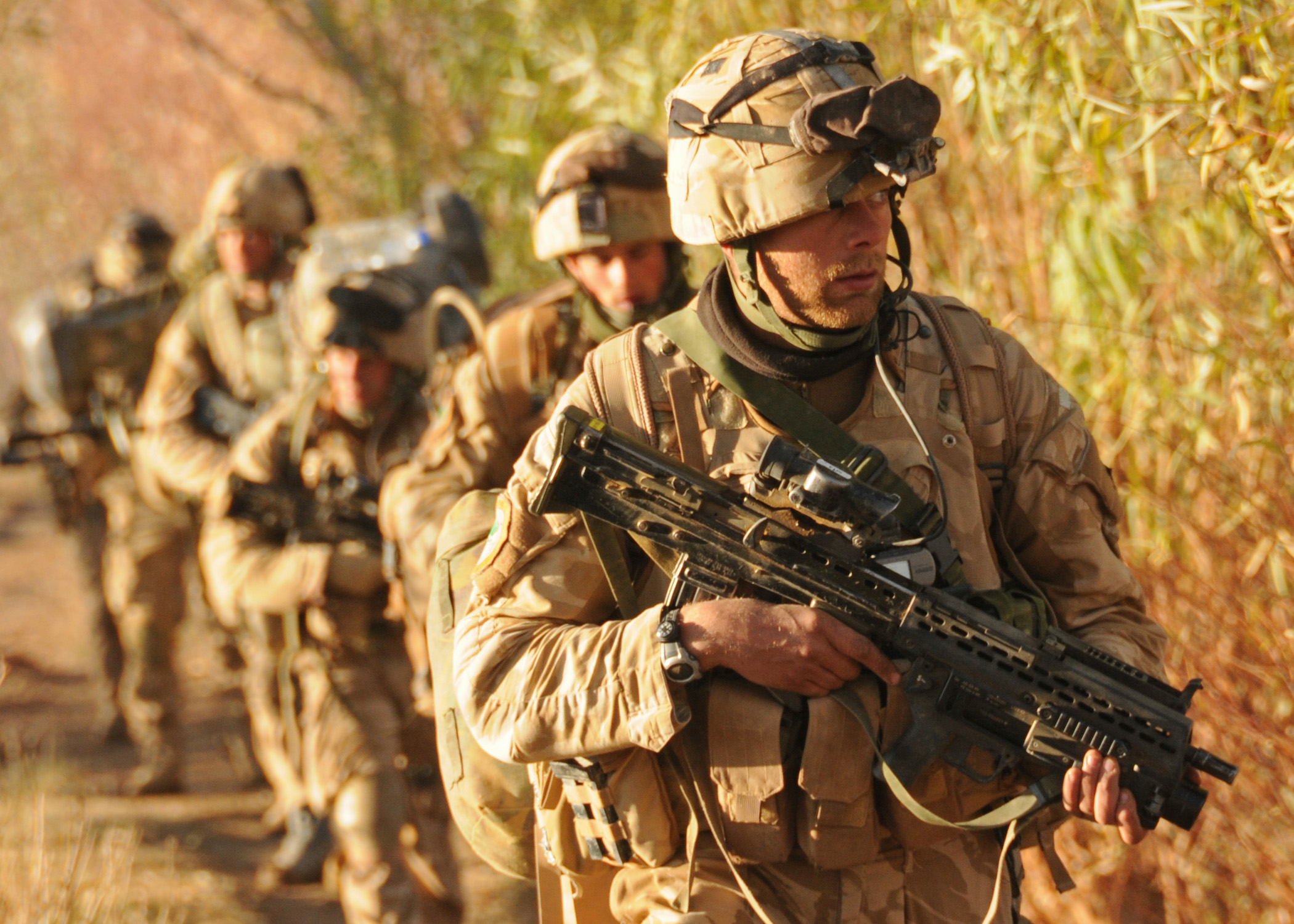
Royal Marines a l'Afganistan

El Comandant Suprem dels Royal Marines és Sa Majestat el Rei Carles III en el seu rol de Comandant en Cap de les Forces Armades Britàniques. El cap cerimonial dels Royal Marines és el Capità General dels Royal Marines (equivalent al Coronel en Cap d'un regiment de l'Exèrcit Britànic). L'actual Capità General és el Príncep Felip, Duc d'Edimburg. El Comandament dels Royal Marines està en mans del Comandant de la Flota (FLTCDR), amb el Comandant General dels Royal Marines, un major general, incrustat al Quarter General del Comandament de la Marina (NCHQ) com a Comandant de la Força Amfíbia britànica (COMUKAMPHIBFOR).
La capacitat operativa del Cos està formada per diverses unitats de mida d'un batalló, cinc de les quals són designades com a "Commandos":
- 40 Commando, amb base a les Casernes Norton Manor de Taunton, Somerset, Anglaterra
- 42 Commando, amb base a les Casernes Bickleigh, Plymouth, Devon, Anglaterra[24]
- 43 Commando Grup de Protecció de la Flota dels Royals Marines, amb base a HM Base Naval Clyde, Helensburgh, Argyll and Bute (abans Comacchio Group).[25]
- 45 Commando, amb base a RM Condor, Arbroath, Angus, Escòcia[26]
- 30 Commando Grup d'Explotació d'Informació,[27] amb base a les Casernes Stonehouse, Plymouth
- Regiment Logístic Commando, amb base a Chivenor, Devon
- Servei Especial de Llanxes, amb base a RM Poole, Dorset (tot i que el comandament complet està a CINCFLEET, Comandament Operatiu de SBS RM està assignat al Director de Forces Especial).
- 1r Grup d'Assalt dels Royal Marines, amb base a RM Tamar, Devonport.

Amb l'excepció del 43 Commando i del Regiment Logístic Commando, que estan comandats per un coronel, cadascuna d'aquestes unitats està comandades pes un tinent coronel dels Royal Marines, que es poden haver especialitzat en diverses tasques durant la seva carrera.
24è i 131è Escamot de "Comandos", Enginyers Reials.

Regiment Logístic de "Comandos"

29è Regiment de "Commandos" Artilleria Reial.

Reserva dels Marines Reials.

Escola de Música dels "Royal Marines", i la seva Banda de Música i Banda de Guerra.

Banda del Centre del Entrenament del Commandos del RIM 

Servei Especial dels Vaixells

Centre d'Entrenament dels "Royal Marines"

Força "Comando" d'Helicòpters, l'Arma Aèria de la Flota del Marina Reial.

Primer Grup d'Assalt.

### 3a Brigada Commando

Insígnia del 3 Commando.

El comandament operatiu dels 5 Commandos i del Regiment Logístic de Commando està delegat a la 3a Brigada Commando Royal Marines, del qual en formen part. Estacionats a les Casernes de Stonehouse, la brigada exerceix el control tant del CINCFLEET i del Quarter General Permanent Conjunt. Com la principal formació de combat dels Royal Marines, la brigada té la seva pròpia capacitat orgànica al camp, el 30è Grup d'Explotació d'Informació Commando, una formació amb mida de batalló que prové informació sobre les capacitats operatives, suport i seguretat pel Quarter General de la Brigada.
El 43è Grup Commando de Protecció de la Flota Royal Marines, responsable de la seguretat del Regne Unit davant l'amenaça nuclear i d'altres tasques de seguretat va ser format originalment fora de la brigada, però des d'abril de 2012 en va ser integrat. També prové de grups d'abordatge especialistes i franctiradors per a la Royal Navy arreu, per paper com reforç d'embargaments, operacions contra el narcotràfic, contra la pirateria i contra-insurgència de la Royal Navy. És la major unitat de la brigada, amb 790 homes, amb una estructura diferent als altres comandos.

### Elements independents
Els elements independents dels Royal Marines són:

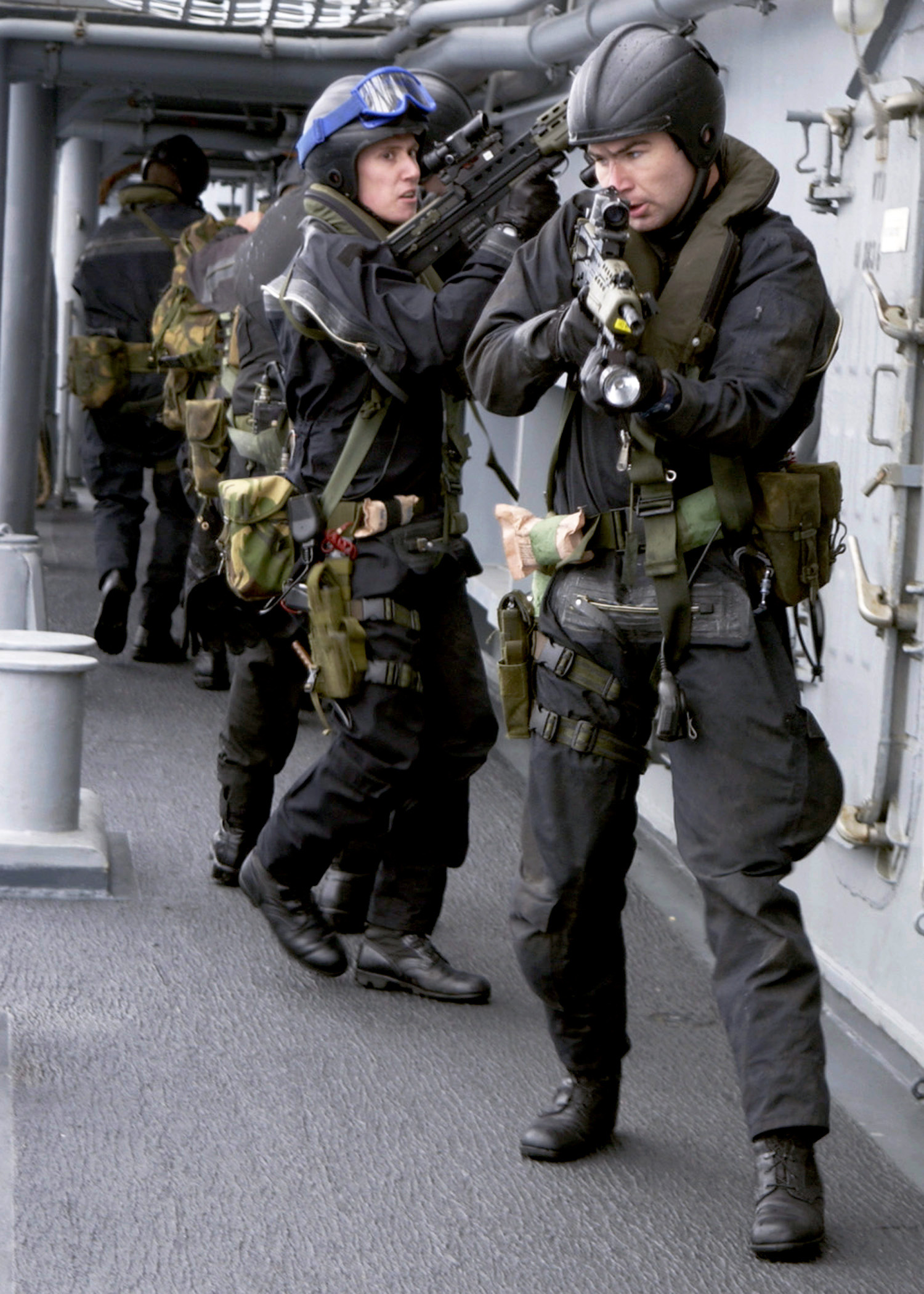
A Royal Marines team board US Navy destroyer USS O'Bannon.

- Centre d'Entrenament Commando: és la unitat d'entrenament per a tot el cos, i consisteix en tres seccions diferenciades:
  - Ala d'entrenament Commando: és la secció d'entrenament inicial bàsic per als nous reclutes als Royal Marines, i per a les forces del Curs Commando de Totes les Armes de les forces armades britàniques
  - Ala d'especialista: proveeix entrenament específic en diversos qüestions en què els Marines poden elegir unir-se un cop s'hagin qualificat i tinguin experiència en una companyia de fusellers.
  - Ala de comandament: proveeix d'entrenament de comandament tant per a oficials com per a sots-oficials dels Royal Marines.
- 1 Grup d'Assalt Royal Marines: prové d'entrenament en l'ús de les llanxes de desembarcament i vaixells, i també serveix com a unitat parent per als tres esquadrons d'assalt permanentment embarcats a bord de les naus amfíbies de la Royal Navy:
  - 4t Esquadró d'Assalt—HMS Bulwark
  - 6è Esquadró d'Assalt —HMS Albion
  - 9è Esquadró d'Assalt —HMS Ocean
- Servei especial de bots són les forces especials navals i es troben sota el comandament operatiu del Director de les Forces Especials, Grup de Forces Especials del Regne Unit. Està comandat per un tinent coronel qualificat com a swimmer canoeist. Les responsabilitats del SBS inclouen operacions amfíbies, contra-terrorisme marítim i d'altres tasques de forces especials.
- Servei de Banda dels Royal Marines prové de bandes regulars per a la Royal Navy. Els músics tenen un paper secundari com a metges i ordenances a hospitals de campanya. El personal no cal que tingui un entrenament de comando, lluint una boina blava en comptes de la verda; i la banda és la única branca dels Royal Marines que admet dones.

### Estructura d'un Commando
Les tres unitats de Commando estan organitzades en sis companyia, organitzats en troops de mida de platoon, com segueix: una companyia de comandament; Quarter General Principal, Quarter General Tàctic, Tropa de Reconeixement amb una secció de franctiradors, Tropa de morters, Tropa antitanc, Tropa de metralladores mitjanes. Una companyia logística; Graó A1, Graó A2, FRT (Equip de reparacions d'avançada), RAP (post d'Auxili Regimental), Graó B. Dues companyies de combat tancat; Companyia de Quarter General, tres Tropes de Combat Tancat i dues Companyies de Reserva; Quarter General de Companyia, Tropa de metralladores pesades (HMG), Tropa AT i Tropa de Combat Tancat.
En general, una companyia de fusellers Marines serà un membre d'un equip de foc de quatre homes, el pilar de les operacions de comando. Un Royal Marine treballa amb el seu equip al camp i comparteix habitatge si viuen a la caserna. Aquesta estructura és un desenvolupament recent, antigament els Commandos estaven estructurats de manera semblant als batallons d'infanteria lleugera de l'exèrcit. Durant la reestructuració dels serveis militars britànics el Cos passà d'un focus del flanc nord de l'OTAN durant la Guerra Freda cap a una postura més expedicionària.

### Grup amfibi

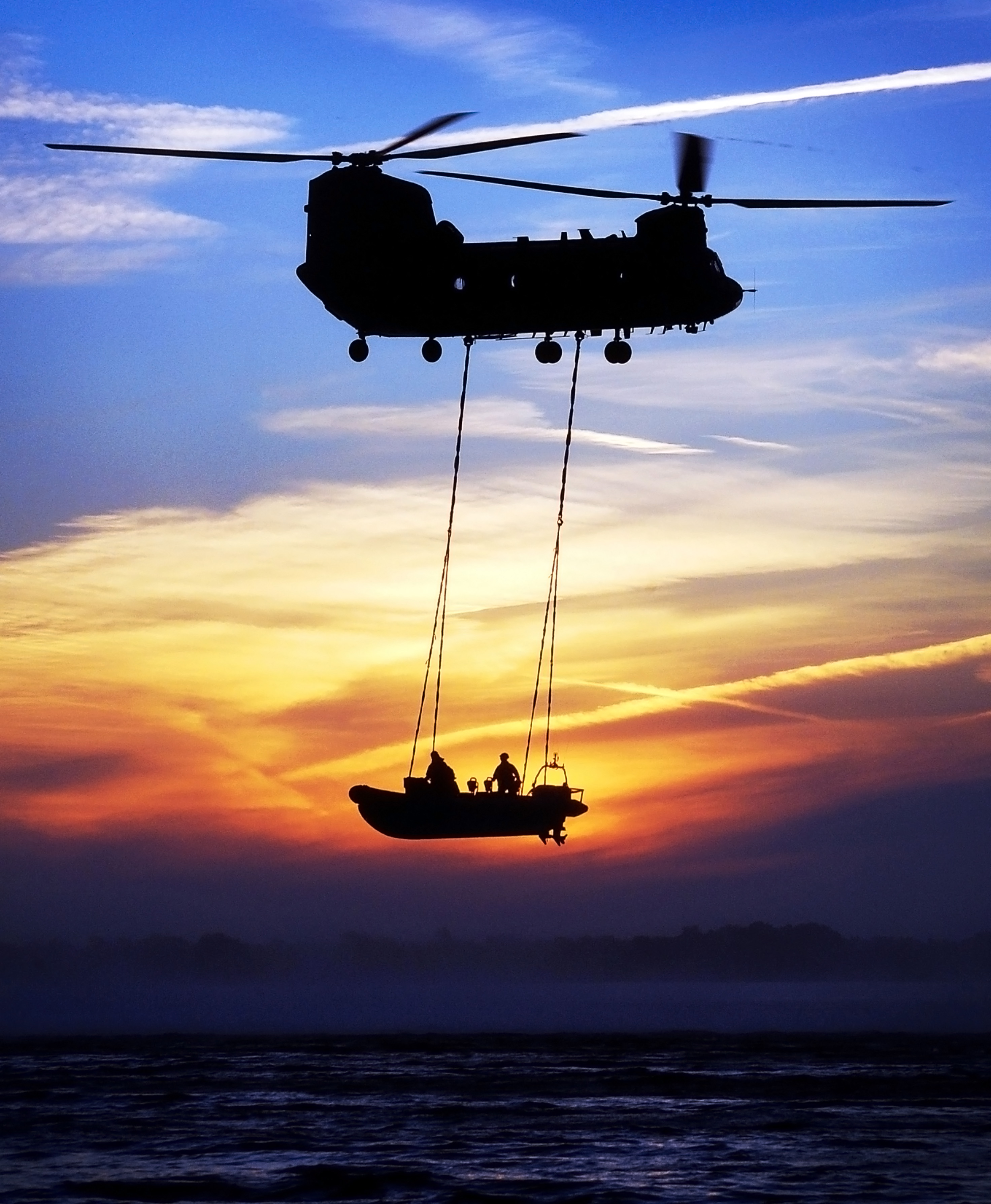
Una Royal Marine RIB 'Underlinging', d'un Chinook de la RAF com a mètode d'extracció i inserció ràpida de personal aquàtic.

Antigament conegut com a Amphibious Ready Group, el Amphibious Task Group (ATG) és una força de guerra amfíbia mòbil i equilibrada, basada en un grup de comandaments i els seus actius de suport, que es pot mantenir a punt per desplegar-se en una àrea d'operacions. L'ATG es basa normalment al voltant de vaixells amfibis especialitzats, sobretot l'HMS Ocean, el vaixell més gran de la flota britànica fins que va ser donat de baixa i venut al Brasil el 2018 .va ser dissenyat i construït per acollir un comando embarcat i els seus magatzems i equipament associats. L'estratègia de l'ATG és esperar "més enllà de l'horitzó" i després desplegar-se ràpidament segons les indicacions del Govern. Tota la força amfíbia està pensada per ser autosuficient i capaç d'operar sense el suport de la nació amfitriona. El concepte es va provar amb èxit en operacions a Sierra Leone.

### Forces d'helicòpters de Comando
El Commando Helicopter Force (CHF) forma part de l'Arma Aèria de la Flota. Comprèn tres esquadrons d'helicòpters i està comandat pel Comandament Conjunt d'Helicòpters Està format per personal de la Royal Navy (RN) i Royal Marines. El personal de la RN no ha d'estar entrenat en comando. El CHF no està sota el control permanent de la 3a Brigada de Comandos ni el del Comandant General Royal Marines, sinó que està assignat per donar suport a les unitats de Royal Marines segons sigui necessari. Utilitza tant helicòpters de transport/reconeixement lleuger Merlin HC4/4A com Wildcat AH1 per proporcionar suport a l'aviació als Royal Marines.

## Selecció i entrenament

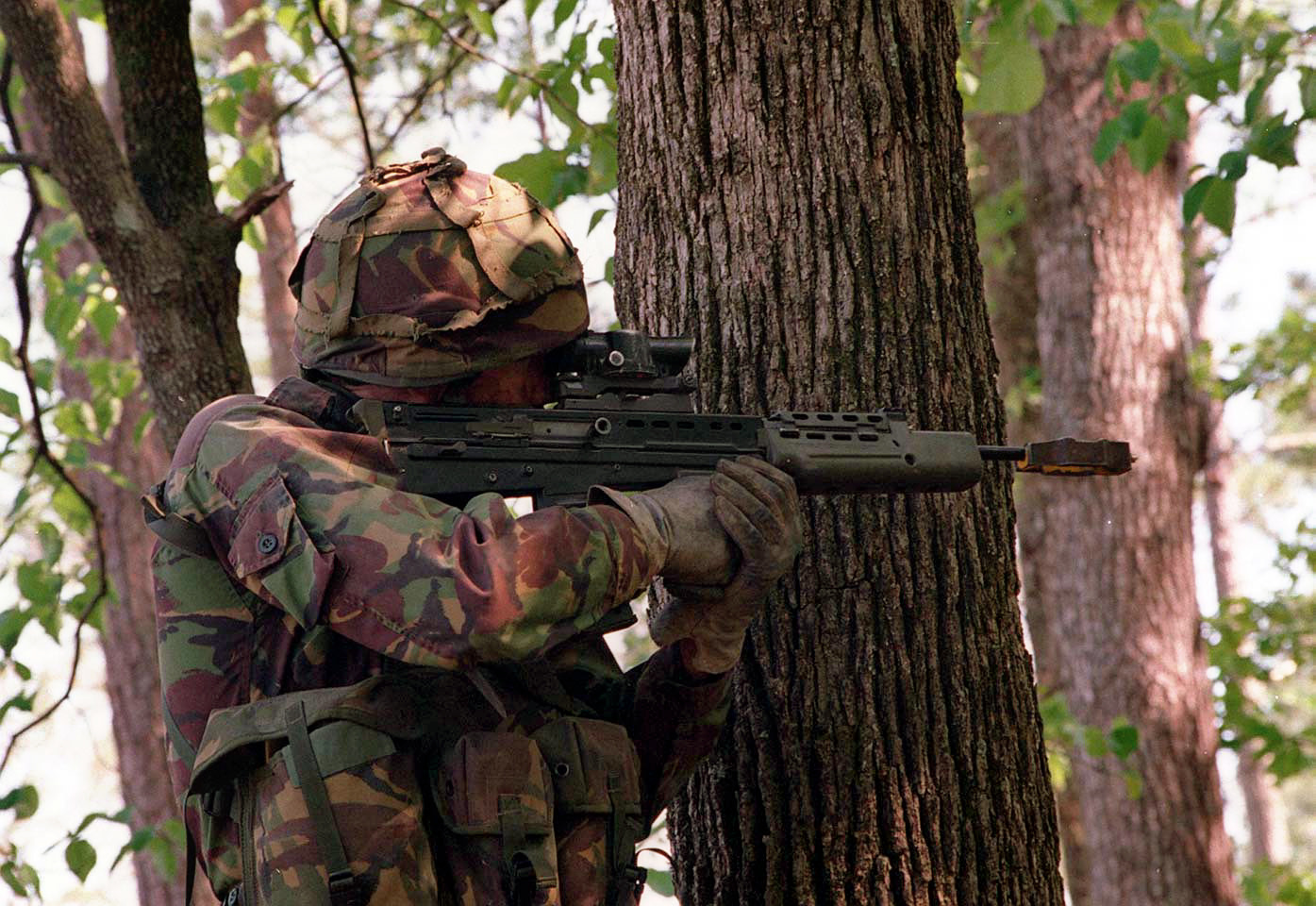
Un Royal Marine es troba al costat d'un arbre per veure amb la seva arma durant un exercici d'entrenament.

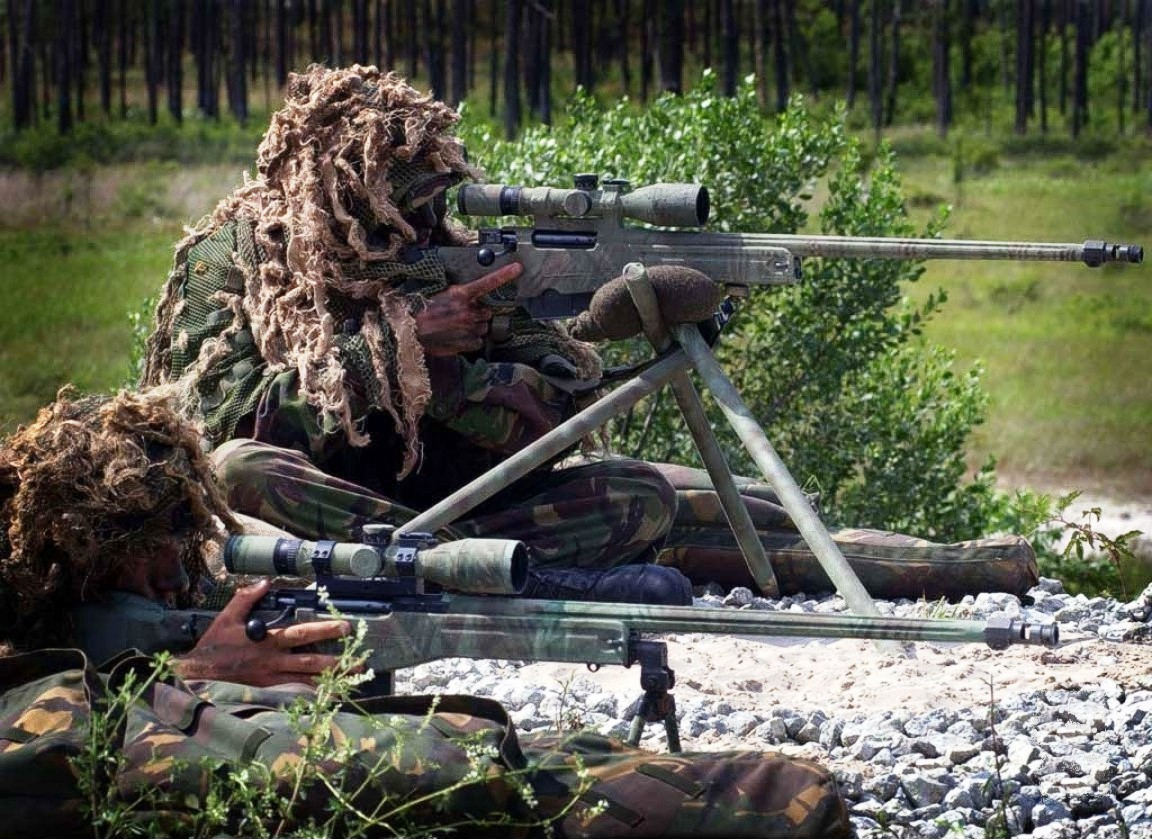
Franctiradors dels Royal Marines mostrant els seus rifles L115A1.

Els Royal Marine Commandos han de seguir els cursos d'entrenament d'infanteria especialitzats més llargs i exigents físicament del món. La formació de reclutes dura 36 setmanes per als Royal Marine Commandos i 64 setmanes per als oficials dels Royal Marine Commando. Els possibles reclutes han de tenir entre 16 i 32 anys (de 18 a 25 per als oficials comissionats). Els sol·licitants han de realitzar una sèrie d'entrevistes, proves mèdiques, una prova ocular/vista, proves psicomètriques, una PJFT (prova d'aptitud prèvia a la incorporació), un CPC (curs de preparació de candidats) i una ROP (fase d'orientació al reclutament). Si un recluta potencial passa aquestes fases, serà seleccionat per a un lloc en la formació de reclutes. Els oficials potencials realitzen un POC (curs d'oficials potencials) en comptes del CPC (curs de preparació de candidats), tots dos tenen lloc al Centre d'Entrenament Commando dels Marines Reials (CTCRM) a Lympstone, Devon. Els oficials també han de prendre la Junta d'Entrevista de l'Almirallat (AIB(AIB). Després d'aprovar el curs de tres dies, els reclutes comencen la formació bàsica de reclutes (RT) al CTCRM.Una gran part de l'entrenament es porta a terme al terreny inhòspit de Dartmoor i al bosc de Woodbury.
Al llarg de la formació de reclutes, els reclutes de Royal Marines Commando aprenen i desenvolupen una gran quantitat de coneixements i habilitats de lluita, com ara el maneig d'armes, la punteria, la competència amb una varietat d'armes de foc i sistemes d'armes diferents, el combat home a home desarmat i armat (CQC), desenvolupa nivells d'elit d'aptitud física i resiliència mental, demolició, reconeixement, tàctiques d'equip petit, operacions d'embarcacions petites, incompliment, incursions, acció directa, entrenament SERE, embarcacions de camp, habilitats com el camuflatge i l'assetjament, habilitats de supervivència, bushcraft, alpinisme, corda ràpida (helicòpter), ràpel, assalt vertical, escapada submarina, entrenament nuclear radiològic bioquímic (CBRN), comunicacions i senyals militars, lectura i navegació de mapes, lideratge i habilitats de treball en equip, primers auxilis, patrulla i vigilància, entrenament en desembarcaments amfibis, administració personal i habilitats de marxa i desfilada.
El millor recluta per acabar la formació rep la Insígnia del Rei. El rei Jordi V va ordenar que el seu monograma reial, envoltat d'una corona de llorer, fos conegut com la Insígnia del Rei, i s'atorgués al millor recluta de l'Esquadra del Rei, sempre que fos digne d'aquest honor. La insígnia s'havia de portar a l'espatlla esquerra i portar-la a tots els rangs. La Insígnia del Rei no s'atorga a tots els equips, i només es presenta si un recluta compleix els estàndards molt exigents requerits.
Al llarg de la seva carrera, un Royal Marine Commando pot especialitzar-se en una sèrie de funcions diferents després de completar els seus respectius cursos després de passar d'un a dos anys com a fuseller de funcions generals (GD) en una unitat. Alguns exemples d'algunes especialitzacions i diferents cursos inclouen el líder de muntanya (ML), instructor d'entrenament físic (PTI), enginyer d'assalt (AE), policia de Royal Marines (RMP), franctirador (S), assistent mèdic (MA), pilot, operador de reconeixement. (RO), instructor d'entrenament (DL), conductor (D), empleat (C), senyalador (SI), intel·ligència de combat (CI), armer (A) i armes pesades (HW). Els Royal Marines també poden sol·licitar la selecció de piragüistes/ serveis especials de vaixells (SBS) o qualsevol altra branca de la UKSF. Tots els Royal Marines també realitzaran exercicis d'entrenament sobre diferents habilitats militars de manera regular, inclòs el desenvolupament de la guerra de muntanya, àrtica, selva, amfibia i guerra del desert. També poden participar en programes d'entrenament d'intercanvi amb forces d'altres països, especialment el Cos de Marines dels Estats Units i el Cos de Marines dels Països Baixos/Korps Mariniers.

## Escalafó de comandament

### Rangs
Als Royal Marines hi ha les següents ocupacions d'acord amb la classificació de rangs de l'OTAN, en la qual les Forces Armades Britàniques estan incloses.
| Codi OTAN      | OF-10                             | OF-9           | OF-8           | OF-7          | OF-6      | OF-5           | OF-4           | OF-3   | OF-2   | OF-1             | OF-1         | OF(D)         |  |
| -------------- | --------------------------------- | -------------- | -------------- | ------------- | --------- | -------------- | -------------- | ------ | ------ | ---------------- | ------------ | ------------- |  |
| Royal Navy     |                                   |                |                |               |           |                |                |        |        |                  |              |               |  |
| Capità General | General                           | Tinent General | Major General  | Brigadier     | Coronel   | Tinent Coronel | Major          | Capità | Tinent | Tinent de segona |              |               |  |
|                | Capità General dels Royal Marines | General        | Tinent General | Major General | Brigadier | Coronel        | Tinent Coronel | Major  | Capità | Tinent           | Tinent de 2a | Oficial cadet |  |
|                |                                   | Gen.           | Lt-Gen         | Maj-Gen       | Brig      | Col            | Lt-Col         | Maj    | Capt   | Lt               | 2nd Lt       |               |  |
|                |                                   |                |                |               |           |                |                |        |        |                  |              |               |  |

| Codi OTAN  | OR-9                                    | OR-9                                    | OR-9                                    | OR-8                                                 | OR-8                                                 | OR-8                                                 | OR-7                                  | OR-7                                  | OR-7                                  | OR-6                | OR-6                | OR-6                | OR-5             | OR-5             | OR-5             | OR-4               | OR-4               | OR-4               | OR-3              | OR-3              | OR-3              | OR-2   | OR-2   | OR-2   | OR-1             | OR-1             | OR-1             |
| ---------- | --------------------------------------- | --------------------------------------- | --------------------------------------- | ---------------------------------------------------- | ---------------------------------------------------- | ---------------------------------------------------- | ------------------------------------- | ------------------------------------- | ------------------------------------- | ------------------- | ------------------- | ------------------- | ---------------- | ---------------- | ---------------- | ------------------ | ------------------ | ------------------ | ----------------- | ----------------- | ----------------- | ------ | ------ | ------ | ---------------- | ---------------- | ---------------- |
| Regne Unit | Conductor                               | Conductor                               | Conductor                               | Quartermaster Sergeant                               | Quartermaster Sergeant                               | Quartermaster Sergeant                               | Oficial Tècnic de Segona Classe       | Oficial Tècnic de Segona Classe       | Oficial Tècnic de Segona Classe       | Sergent de Personal | Sergent de Personal | Sergent de Personal | Sense equivalent | Sense equivalent | Sense equivalent | Caporal            | Caporal            | Caporal            | Soldat de Primera | Soldat de Primera | Soldat de Primera | Marine | Marine | Marine | Sense equivalent | Sense equivalent | Sense equivalent |
| Regne Unit | Conductor (Oficial Tècnic de 1a classe) | Conductor (Oficial Tècnic de 1a classe) | Conductor (Oficial Tècnic de 1a classe) | Quartermaster Sergeant (Oficial Tècnic de 2a classe) | Quartermaster Sergeant (Oficial Tècnic de 2a classe) | Quartermaster Sergeant (Oficial Tècnic de 2a classe) | Sergent de Personal/ Sergent de Color | Sergent de Personal/ Sergent de Color | Sergent de Personal/ Sergent de Color | Sergent             | Sergent             | Sergent             | Sense equivalent | Sense equivalent | Sense equivalent | Caporal/ Bombarder | Caporal/ Bombarder | Caporal/ Bombarder | Soldat de 1a      | Soldat de 1a      | Soldat de 1a      | Marine | Marine | Marine | Sense equivalent | Sense equivalent | Sense equivalent |

## Costums i tradicions

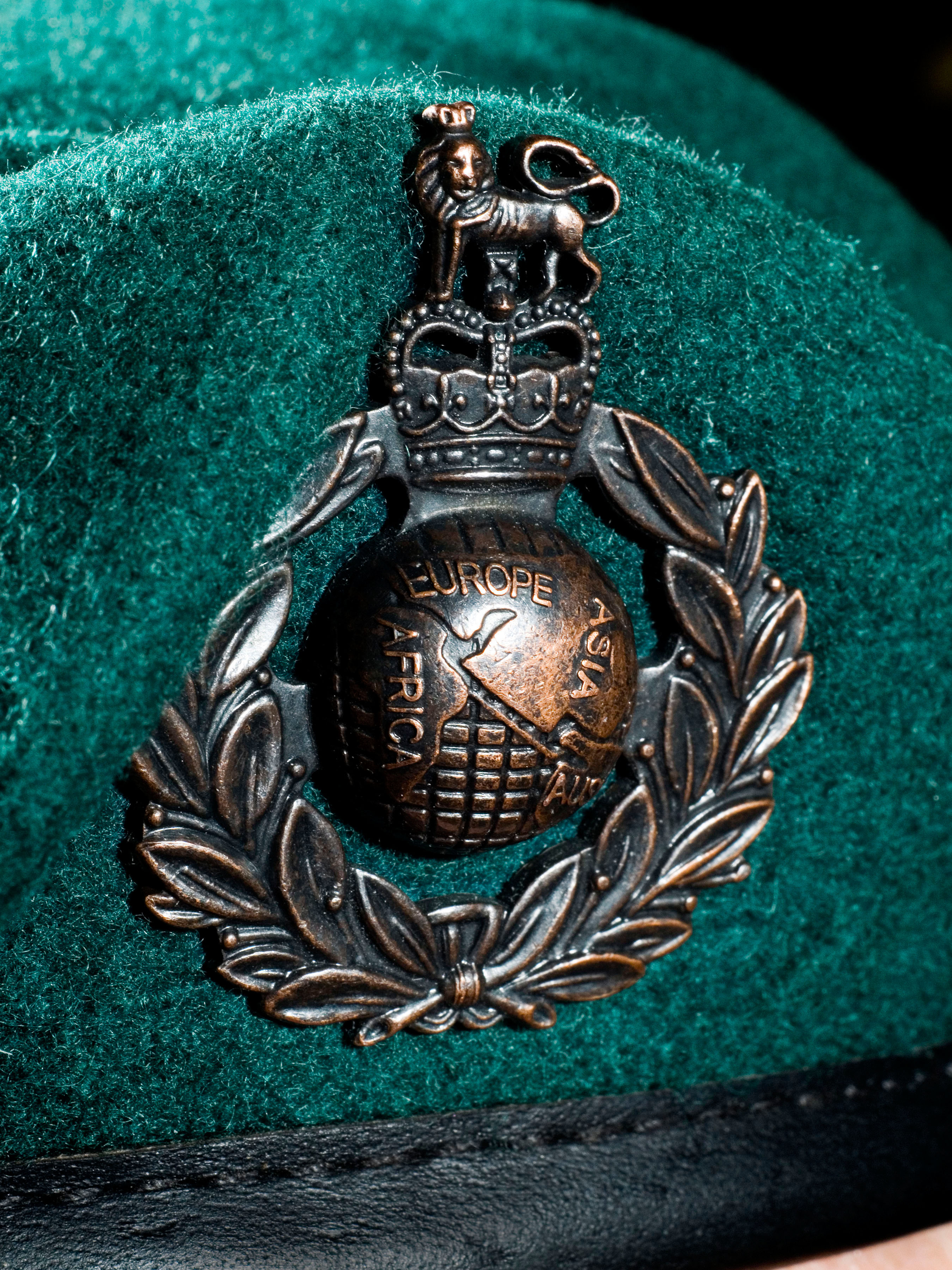
Insígnia de boina dels Royal Marines

Els Royal Marines tenen una història orgullosa amb tradicions úniques. Amb la sola excepció de "Gibraltar", els seus colors no llueixen honors de batalla igual que sí que ho fan els regiments de l'Exèrcit o dels Marines estatunidencs, però en canvi, el mateix globus serveix com a símbol del Cos. Això mostra el seu compromís, a bord d'un vaixell,en una sèrie de batalles i escaramusses navals i accions amfíbies, on la Royal Navy Real va lluitar en l'època de la vela.
La cimera heràldica dels Royal Marines commemora la història del Cos. El Lleó i la Corona mostren que són un regiment Reial. El Rei Jordi III els conferí aquest honor el 1802 en «consideració als molt meritoris serveis dels Marines durant la darrera guerra». El Mateix Gran Globus va ser triat el 1827 per Jordi IV en comptes d'honors de batalla per reconèixer el servei dels Marines i els seus èxits en els múltiples combats arreu del món. El Llorer es creu que és en honor de la valentia mostrada durant la captura de Belle Isle, entre abril i juny de 1761. El nom "Gibraltar" fa referència a la presa de Gibraltar el 1704 i la defensa de la fortalesa estratègica durant 9 mesos de setge contra tropes franco-espanyoles numèricament superiors. La seva determinació i valor durant el setge van que segons una narració contemporània publicada el 1707 a The Triumphs of Her Majesty's Arms, «Encoratjada pel Príncep de Hesse, la guarnició va fer més del que humanament es podia esperar, i els Marines anglesos van guanyar una glòria immortal» No hi ha cap altre honor de batalla als colors de les quatre unitats de mida batalló que conformen el Cos actual. La sentència llatina "Per Mare Per Terram" significa "Per Mar Per Terra". Es creu que va ser emprat per primera vegada el 1775, i descriu la capacitat dels Marines en lluitar tant a bord de les naus de la Royal Navy com a terra. L'àncora, incorporada a l'escut el 1747, és el senyal del Lord Alt Almirall, i significa que el Cos forma part del Servei Naval.
En referir-se Commandos individuals: El Commando 45 es coneix com a "4-5" en lloc de "Commando quaranta-cinc", igual que el Commando 42; el Commando 40 és "quaranta". Les úniques unitats que porten colors són el Commando 40, el Comando 42, el Commando 43 i el Commando 45.

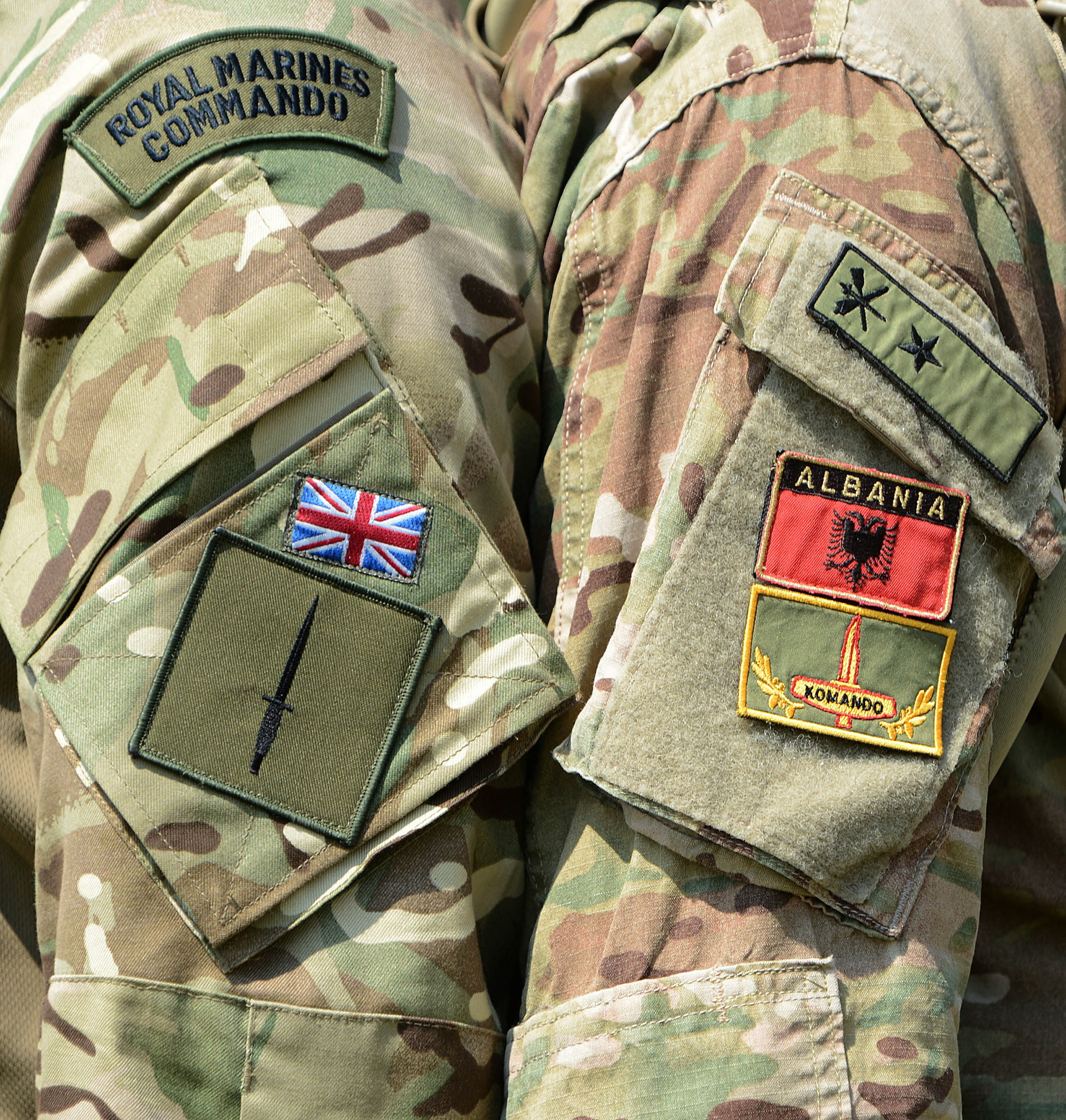
La insígnia i l daga dels Comandos sobre un uniforme disseny terreny múltiplw

La marxa ràpida del Cos és "A Life on the Ocean Wave", mentre que la lenta és la marxa del "Regiment Preobrazhensky", atorgada al Cos per l'Almirall de la Flota Comte Mountbatten de Birmània en ocasió del tricentenari del Cos el 1964. Lord Mountbatten era Coronel Comandant dels Royal Marines Perpetu, fins al seu assassinat per l'IRA el 1979.

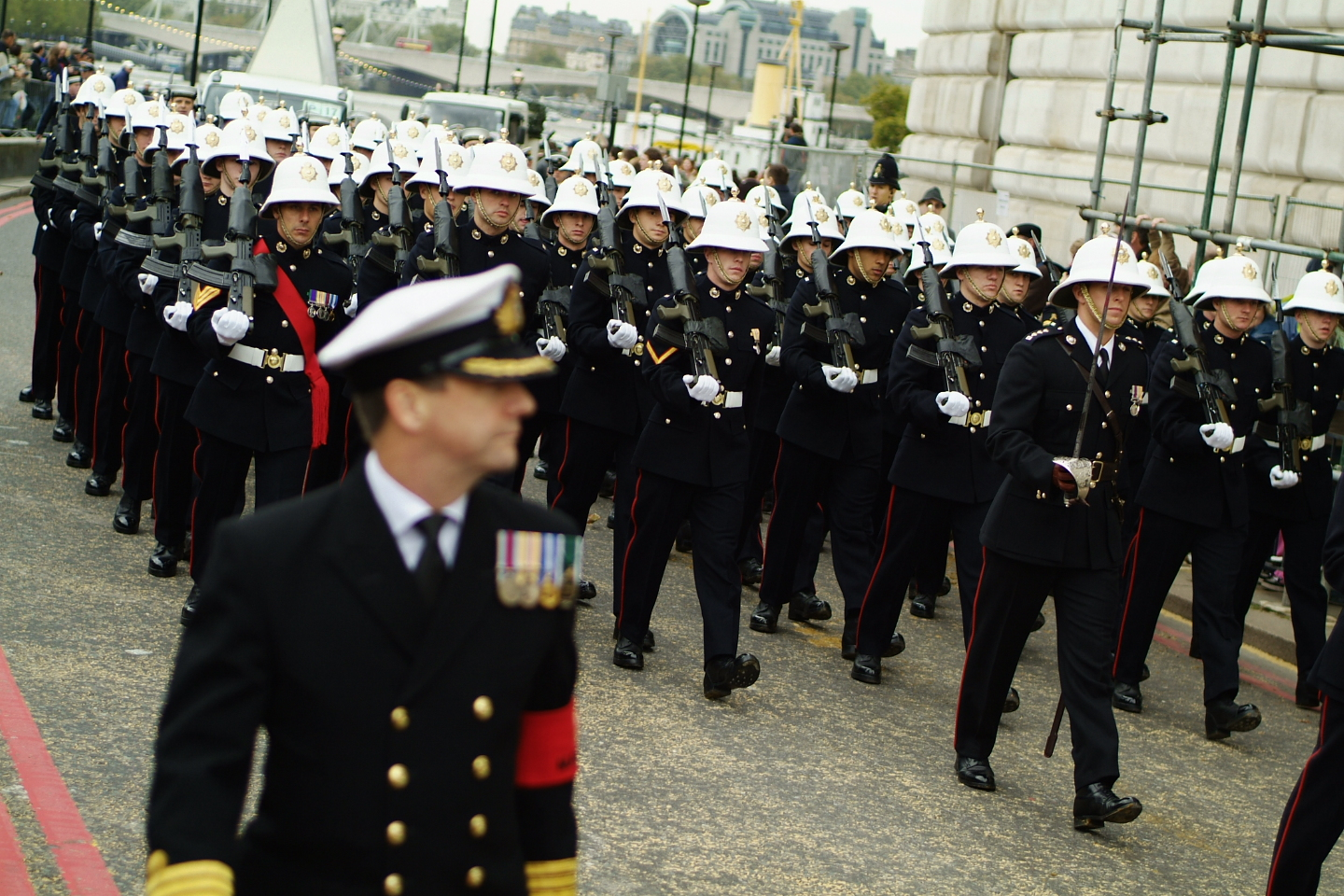
L'uniforme blau marí Número 1A amb els cascs blancs

La lligadura formal és un salacot model Wolseley blanc coronat per una bola, una distinció abans estàndard per artillers. Això es deriva de la part del cos que alguna vegada van formar part de la Reial Artilleria de Marina. El seu sobrenom de "Bootneck" deriva el seu origen de la «població» de cuir per portar penjats al coll al coll per soldats 
Els Royal Marines són un dels sis regiments que el Lord Batlle de la Ciutat de Londres permèt marxar a través de la Ciutat com un regiment complet. Això es remunta a la Carta de la Carles II que va permetre a les partides de reclutament del Regiment de l'Almirall de 1664 que entressin a la City amb el redoblament de tambors i banderes desplegades.

## Ordre de precedència
Com a descendent dels antics regiments de Marines de l'Exèrcit Britànic, els Royal Marines tenen una posició a l'ordre de precedència de la Infanteria; i se situa darrera del 49è Regiment a Peu, el descendent final del que era el Reial Regiment de Gloucestershire, Berkshire i Wiltshire. Així, els Royal Marines desfilen després del RGBW. Això es deu perquè el 49è a Peu va ser el darrer regiment creat abans de la formació del Cos de Marines com a part de la Royal Navy el 1755. El 2007, el RGBW va quedar incorporat en un regiment major (aquest nou regiment és situat al darrer lloc a l'ordre de precedència, com a regiment de fusellers). No obstant, com a resultat de les noves fusions els Royal Marines actualment han estat retirats de l'ordre de precedència de la infanteria i ara sempre ocupen un lloc, com a part constituent el Servei Naval (el Servei més antic), al capdavant de la parada, a continuació de la Navy, o en solitari si aquesta no està representada. Així, si només està representada la infanteria, els Royal Marines desfiles abans dels Guardes Granaders, el regiment d'infanteria més antic de l'exèrcit.

## Afiliacions
Argyll and Sutherland Highlanders
Les connexions inicials daten de Balaclava a la Guerra de Crimea i de Lucknow durant el motí de l'Índia, però l'associació principal data de la Segona Guerra Mundial. El juliol de 1940, després de la caiguda de Dunkirk, el 5è batalló, Argyll and Sutherland Highlanders serví amb la Brigada de Royal Marines durant gairebé un any. Quan els cuirassats HMS Prince of Wales i Repulse van ser enfonsats el desembre de 1941, els Royal Marines supervivents s'uniren amb les restes del 2n Batalló a la defensa de Singapur. Van formar el que es conegué com "The Plymouth Argylls", per l'equip de futbol, on es botaren ambdues naus. La major part dels Highlanders i Marines que van sobreviure a la lluita van ser fets presoners pels japonesos. El trofeu de rugbi interinitats dels Royal Marines és el "Argyll Bowl", presentat al Cos pel regiment el 1941. Un missatge de felicitació és enviat al regiment cada any en el seu Dia Regimental, el 25 d'octubre, l'aniversari de la batalla de Bataclava el 1854.
The Princess of Wales's Royal Regiment
Els antics regiments de The Princess of Wales's Royal Regiment, The East Surrey Regiment (Villier's Marines) van ser creat inicialment com a tropes amfíbies. Serviren com a Marines una temporada. En aquest dia un oficial dels Royal Marines serveix amb els PWRR i viceversa. També es llueix el Royal Marine Lanyard per tots els rangs a l'uniforme de servei, a l'uniforme número 2 i a l'uniforme de caserna del PWRR.
Cos de Marines de la Reial Marina Neerlandesa
Els Royal Marines tenen lligams estrets amb el Cos de Marines de la Reial Marina Neerlandesa, amb qui fa maniobres de la OTAN durant l'any. Formats durant les Guerres angloneerlandeses de 1655, els Marines neerlandesos es distingiren en atacs a la costa anglesa, on possiblement s'enfrontaren als seus futurs col·legues. Unitats del Cos de Marines de la Reial Marina Neerlandesa treballen conjuntament amb la 3a Brigada de Commando dels Royal Marines. Les unitats operatives dels Marines Neerlandesos estan totalment integrats a la brigada. Aquesta integració és coneguda com la Força de Desembarcament britanico-neerlandesa, i és un component de la Força Amfíbia britanico-neerlandesa com a força clau durant la Guerra Freda per reforçar la zona nord.